# Magadan
Pour les articles homonymes, voir Magadan (homonymie).
Magadan (en russe : Магадан) ou Magadane, en français est une ville portuaire de l'Extrême-Orient russe et la capitale administrative de l'oblast de Magadan. Elle est aussi le chef-lieu de l'okroug urbain de Magadan, englobant Magadan ainsi que les communes de Sokol et Ouptar. Située dans la Kolyma, la ville sert de point d'entrée et de sortie de son oblast grâce à ses infrastructures. Magadan est baignée par la mer d'Okhotsk, et en raison de son isolement, elle est plus proche de villes comme Anchorage (à 3 160 km), Sapporo (à 1 945 km)
ou Pékin (à 3 235 km) que de Moscou, distante de 5 910 km, sept fuseaux horaires de décalage, Magadan étant dans le fuseau horaire UTC+11:00.
Magadan s'étend sur un isthme entre deux baies abritées, les baies de Nagaïev et de Gertner. La ville a été fondée en 1929, et servait de porte d'entrée pour les prisonniers du Goulag et du Dalstroï, chargés de développer la région avec l'exploitation de mines et la construction de routes dont la R504 Kolyma, dont elle est le terminus. Elle est le plus jeune centre administratif d'un sujet de toute la Russie.
Ville surnommée par l'écrivain Farley Mowat comme « le petit Léningrad de l'Extrême-orient », la ville fut construite avec une architecture stalinienne et baroque par les prisonniers du Goulag par un climat subarctique et sur un pergélisol important, pendant la ruée vers l'or dans la Kolyma, avec des centaines de milliers de prisonniers ayant transité par Magadan. La ville a connu une forte baisse de sa population tout comme la région environnante après la dislocation de l'URSS ; sa population s'élevant à 89 834 habitants en 2023. Magadan cherche désormais à maintenir sa population qui a déjà décliné de 60 000 personnes depuis 1989. La volonté de partir est telle qu'en 2020, Radio Free Europe titrait « Qui veut être un maire ? La ville russe éloignée de Magadan n'a pas de candidats. »

## Géographie

### Situation et géologie

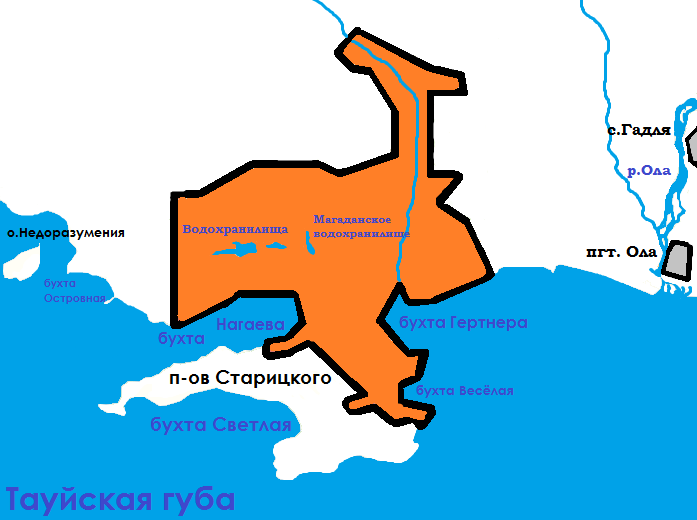
Carte de Magadan.

La ville de Magadan se trouve au sud de l'oblast de Magadan, dans la région de la Kolyma, elle-même dans l'Extrême-Orient russe. La ville se situe sur les rivages nord de la mer d'Okhotsk. Du fait de cet isolement, sans ville majeure autour, la population se réfère comme des insulaires à contrario des autres russes qu'ils désignent comme des continentaux. La ville est en effet à 5 910 km de Moscou et à 1 598 km de Khabarovsk, plus grande ville de l'extrême-orient russe. La grande ville la plus proche est Iakoutsk à 1 170 km à l'ouest-nord-ouest.

La grande majorité de la ville se situe sur un isthme large de moins de 7 kilomètres reliant le continent à la péninsule Staritsky. L'isthme est bordée à l'ouest par la baie de Nagaïev, abritée grâce au cap Tchikirov et par la baie de Gertner. La ville possède plusieurs lacs, dont 2 de barrages. Ces lacs s'écoulent dans la rivière Magadanka qui longe le centre l'est du centre-ville. Une autre rivière, la Douktcha s'écoule quant-à-elle depuis le nord de la ville, traversant certains quartiers périphériques, dont le hameau de Douktcha au niveau de l'embouchure pour se jeter elle aussi dans la baie de Gertner (voir carte ci-contre).

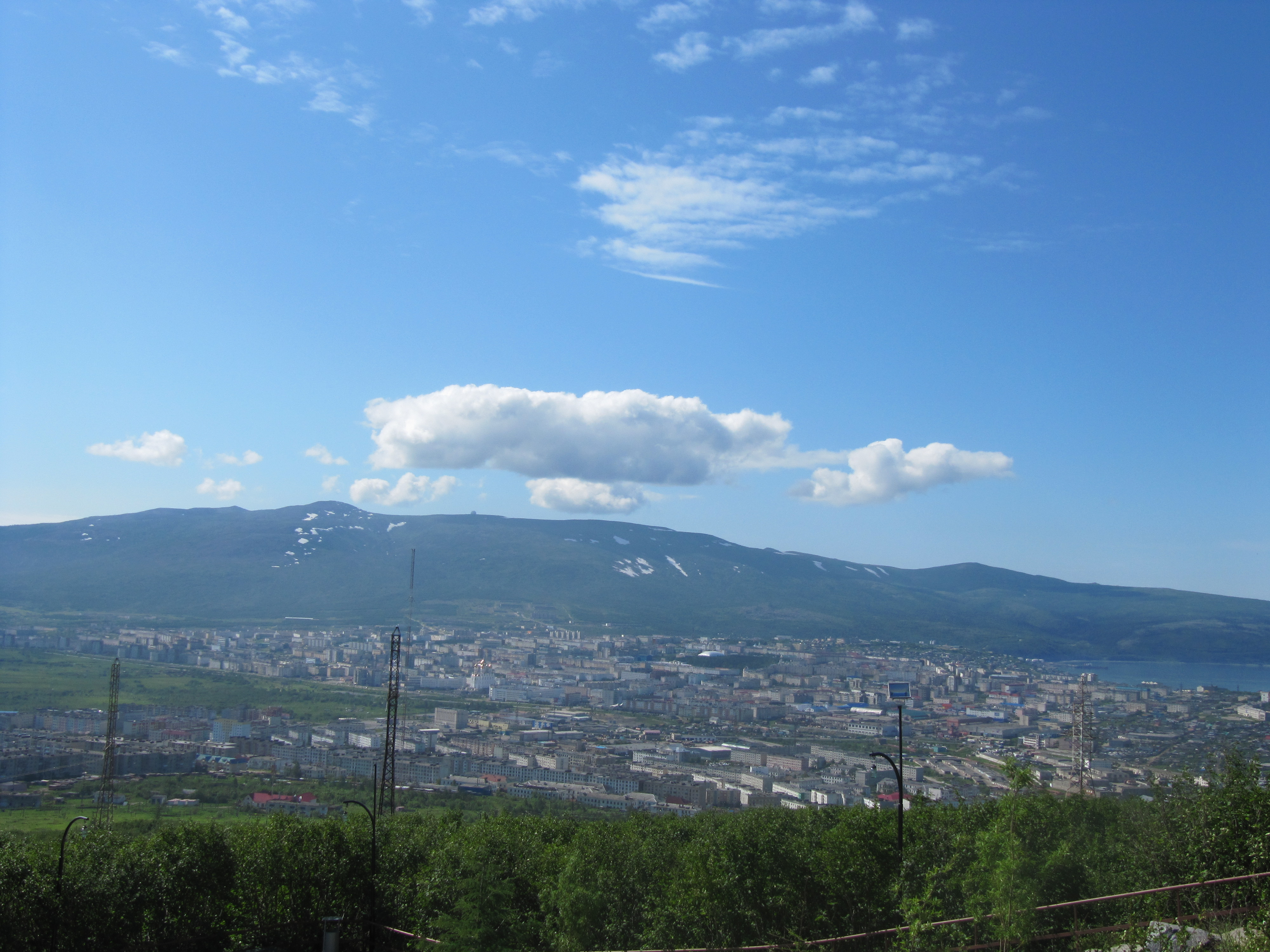
Magadan et son point culminant en arrière-plan.

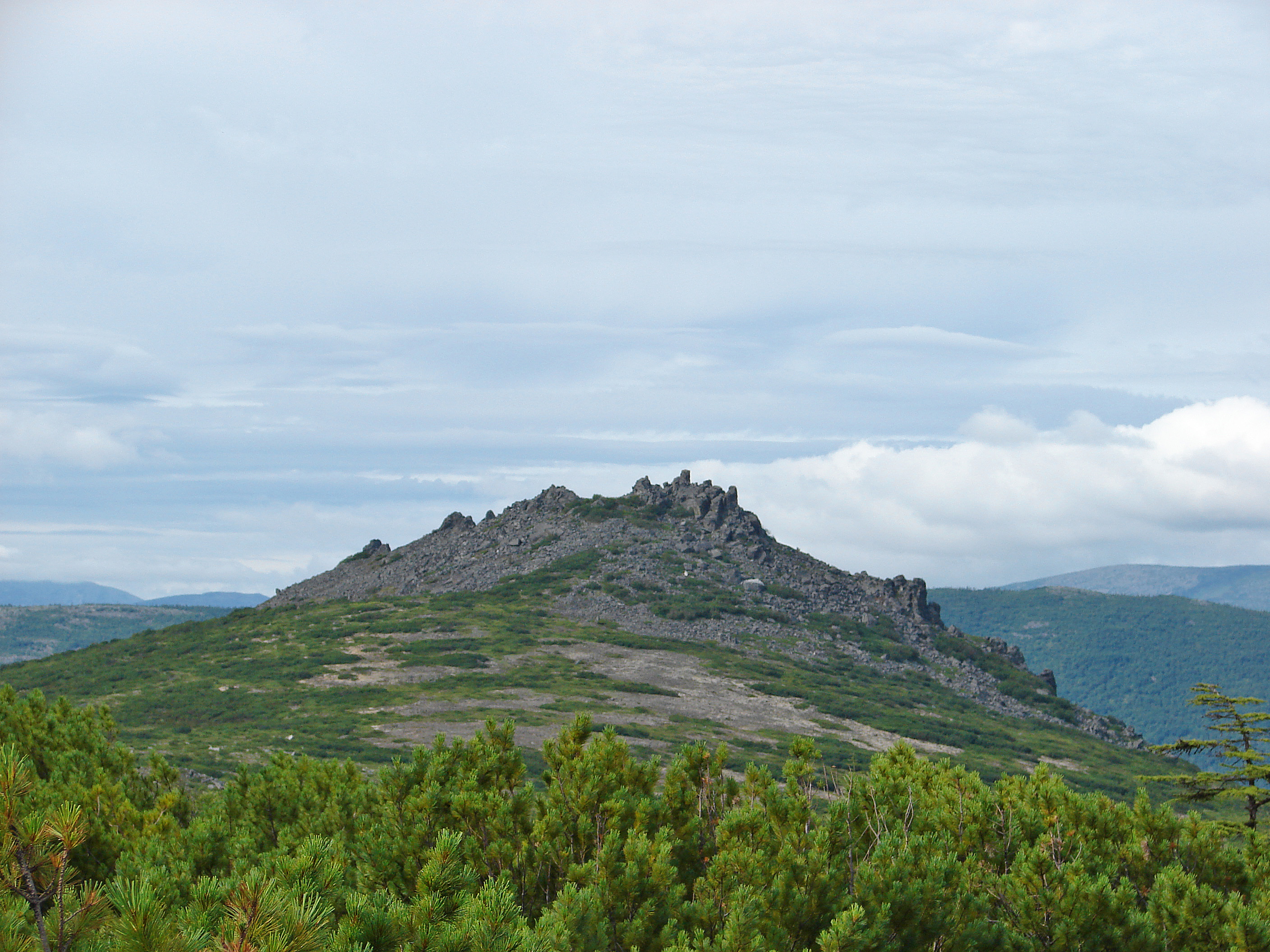
Le Kameny Venets.

Magadan est entourée de nombreuses montagnes, au nord et au sud sur la péninsule Staritsky, où se trouve d'ailleurs le point culminant de la ville; le mont Martchekan qui culmine à 705 mètres d'altitude, ainsi que le Kameny Venets, culminant à 307 mètres. Alors que l'isthme culmine au maximum à 120 mètres, de nombreux monts et collines dépassent les 1 500 mètres au nord de la ville.
La ville se situe dans une zone sismique de faible intensité, avec des séismes entre 2 et 4 sur l'échelle de Richter.

### Climat
Le climat de Magadan est subarctique (type Dwc de la classification de Köppen). Les hivers sont longs et très froids avec des températures inférieures à zéro durant parfois plus de six mois de telle sorte que le sol reste continuellement gelé en profondeur. Le pergélisol et la toundra composent la majeure partie de l'environnement. Sur les bords de la mer d'Okhotsk, les températures s'échelonnent de −22 °C en janvier à 12 °C en juillet et dans l'arrière-pays de −38 °C en janvier à 16 °C en juillet. La neige recouvre le sol en moyenne 194 jours par an à Magadan entre la mi-octobre et la mi-mai. La hauteur de neige atteint 21 cm en décembre (hauteur maximale : 105 cm)
Le climat de Magadan, contrairement à Sokol et Ouptar, est en grande partie influencé par la mer d'Okhotsk, avec une omniprésence du vent, venant de l'ouest. Les étés à Magadan sont frais, avec la majorité des jours avec soit du brouillard soit de la pluie. Les averses sont les plus importantes en été, et le brouillard est souvent froid, dense, et se produit en moyenne 15 jours par mois l'été. Le brouillard est souvent plus présent sur la baie de Nagaïev que celle de Gertner, moins abritée. L'ensoleillement est quant à lui moyen en cette saison, qui commence en juin et dure jusqu'en août, mois le plus chaud à Magadan. C'est pendant cette période que le gel est inexistant.
L'automne à Magadan est marqué par une chute des températures, chute commençant à la fin août, avec les premières gelées et les couleurs d'automnes qui tapissent les arbres comme les mélèzes ainsi que les feuilles qui tombent. Alors que les précipitations deviennent de moins en moins importantes, les vents changent de direction, venant alors majoritairement du nord. Ces vents apportent des masses d'air froides, qui sont cependant balancées par la mer. L'hiver commence fin octobre, avec le début des chutes de neige et le passage des températures sous le 0 °C. Les températures peuvent alors descendre pendant les mois d'hiver sous les −30 °C, mais restant principalement autour de −18 °C. Ces températures s'accompagnent aussi de tempêtes venues du Pacifique, qui engrangent de fortes chutes de neige. Les vents continuent cependant principalement à venir du nord, et peuvent atteindre entre plus de 50 km/h, et jusqu'à 140 km/h parfois. Les précipitations sont alors les plus faibles de l'année. Mais en raison de son climat adouci par la présence la mer, Magadan est un port libre de glace toute l'année
L'hiver subsiste jusqu'en avril, quand le printemps prend le dessus, avec une hausse des températures, le nombre d'heures d'ensoleillement le plus élevé de l'année, et la fonte des neiges. Cependant il reste encore des gelées de la nuit et les vents supérieurs à 50 km/h peuvent encore avoir lieu. En juin, il y a jusqu'à 19 heures d'ensoleillement par jour, sans jamais d'obscurité totale par ailleurs, et six heures seulement au plus fort de l'hiver.
- Température record la plus froide : −34,6 °C (janvier 1954)
- Température record la plus chaude : 26,0 °C (juillet 1998)
- Nombre moyen de jours avec de la neige dans l'année : 108
- Nombre moyen de jours de pluie dans l'année : 88
- Nombre moyen de jours avec de l'orage dans l'année : 2
- Nombre moyen de jours avec du blizzard dans l'année : 49
- Nombre moyen de jours avec du givre dans l'année : 92

| Mois                                  | jan.       | fév.       | mars       | avril      | mai        | juin      | jui.      | août      | sep.      | oct.       | nov.       | déc.     | année     |
| ------------------------------------- | ---------- | ---------- | ---------- | ---------- | ---------- | --------- | --------- | --------- | --------- | ---------- | ---------- | -------- | --------- |
| Température minimale moyenne (°C)     | −17,8      | −17,8      | −13,9      | −6,9       | −0,2       | 5,5       | 9,9       | 9,9       | 5,3       | −3         | −11,7      | −16,6    | −4,8      |
| Température moyenne (°C)              | −15,6      | −15,4      | −10,9      | −4,1       | 2,2        | 8         | 12,1      | 12,2      | 7,8       | −0,7       | −9,5       | −14,5    | −2,4      |
| Température maximale moyenne (°C)     | −13,3      | −12,5      | −7,5       | −1,1       | 5,4        | 11,5      | 15,1      | 15,1      | 10,8      | 2,1        | −7         | −12,3    | 0,5       |
| Record de froid (°C) date du record   | −34,6 1954 | −33,3 1969 | −30,8 1954 | −23,5 1950 | −10,8 1946 | −3 1972   | 2 1938    | −1 1967   | −6,3 1962 | −21,1 1962 | −26,9 1949 | −37 1995 | −37 1995  |
| Record de chaleur (°C) date du record | 2,4 1997   | 3,2 2014   | 5,8 2017   | 9,7 2013   | 22,3 1944  | 24,5 1936 | 27,8 2021 | 26,1 1962 | 20,2 1951 | 13,8 1971  | 6,6 2006   | 3,6 2010 | 27,8 2021 |
| Ensoleillement (h)                    | 74         | 127        | 225        | 228        | 199        | 217       | 184       | 169       | 148       | 131        | 82         | 41       | 1 825     |
| Précipitations (mm)                   | 18         | 14         | 21         | 24         | 40         | 52        | 67        | 102       | 85        | 75         | 61         | 27       | 586       |
| dont neige (cm)                       | 26         | 24         | 25         | 25         | 24         | 9         | 0         | 0         | 0         | 5          | 23         | 31       | 167       |
| Nombre de jours avec précipitations   | 0,1        | 0,3        | 0,3        | 2          | 11         | 17        | 21        | 20        | 19        | 10         | 2          | 0,1      | 103       |
| Humidité relative (%)                 | 65         | 64         | 65         | 71         | 78         | 82        | 86        | 83        | 78        | 69         | 66         | 64       | 73        |
| Nombre de jours avec neige            | 16         | 16         | 16         | 17         | 12         | 0         | 0         | 0         | 1         | 14         | 19         | 16       | 127       |
| Nombre de jours d'orage               | 0          | 0          | 0          | 0          | 0          | 0         | 1         | 1         | 0,2       | 0          | 0          | 0        | 2         |
| Nombre de jours avec brouillard       | 0          | 0,1        | 1          | 3          | 11         | 14        | 17        | 11        | 8         | 1          | 0,03       | 0,1      | 66        |

| Diagramme climatique                                  |              |             |            |           |           |           |            |           |         |           |              |
| J                                                     | F            | M           | A          | M         | J         | J         | A          | S         | O       | N         | D            |
| −13,3−17,818                                          | −12,5−17,814 | −7,5−13,921 | −1,1−6,924 | 5,4−0,240 | 11,55,552 | 15,19,967 | 15,19,9102 | 10,85,385 | 2,1−375 | −7−11,761 | −12,3−16,627 |
| Moyennes : • Temp. maxi et mini °C • Précipitation mm |              |             |            |           |           |           |            |           |         |           |              |

### Environnement
Magadan est habité par divers animaux, principalement dans la mer avec des poissons comme des lieux noirs, des saumons, des lottes ainsi que des crevettes et des crabes. Magadan est aussi affectée par la pollution de ses usines, particulièrement de la centrale thermique, créant une pollution atmosphérique.

## Toponymie
Le nom de Magadan viendrait du nom de la rivière Magadanka qui traverse la ville. La rivière était alors appelé par les Evenks « Mongodan », mot signifiant à la fois « cap » et « nageoire ». Ce nom aurait été donné car la péninsule Staritsky ressemble à une nageoire. L'autre hypothèse serait que le terrain sur lequel a été construit la ville était appelé par les Evenks « Magada ».

## Histoire

### Prémices
Les premiers vestiges de présence humaine dans l'isthme remontent à au moins 3000  av. J.-C. (au Néolithique), comme l'attestent des artéfacts retrouvés à Douktcha, avec des nucléus et d'autres outils. D'après les vestiges, les embouchures des rivières Arman, Douktcha étaient habitées par des chasseurs, qui possédaient des canoës pour pêcher. De plus les îles aux alentours de Magadan de Nedorazoumeniya, de Vdovouchka et de Zavyalov étaient peuplés à cette époque. La baie de Vesselaïa possédait un petit village vers la fin du Ier siècle av. J.-C., peuplé par des Koriaks, avec environ 26 habitations d'après les fouilles. Un autre site koryak a été découvert sur un versant du mont Marctehkan, datant de la culture d'Okhotsk (Ier millénaire), avec des restes de céramiques.
Au Moyen Âge, l'isthme entre les baies alors appelées de Mivkan (aujourd'hui Nagaïev) et de Mongodan (aujourd'hui Gertner) servait de lieu de rassemblement entre différents clans; ce congrès de clans s'appelait le « dzyalbou », signifiant en koryak « fraternité ».
C'est à partir du XVIIe siècle que les premiers Européens arrivent avec la conquête de la Sibérie par les cosaques, avec parmi les expéditions celle de Mikhaïl Stadoukhine. À ce moment-là, la baie de Mivkan est renommée baie de Volok (ou Volchok). Pendant le XIXe et au début du XXe siècle, cette baie est une halte pour les bateaux à vapeur souhaitant faire le plein d'eau douce, et la côte est traversée par la route postale d'hiver d'Okhotsk au Kamtchatka.
Entre les années 1865 et 1899, la région de la Kolyma a fait l’objet d’expéditions hydrographiques, archéologiques et géographiques, suscitées par les intérêts du gouvernement russe pour la Tchoukotka et la côte d'Okhotsk, qui voient la ruée vers l'or du Klondike de l'autre côté du détroit de Béring se passer. À partir de 1900, les zones côtières de la région de Magadan ont été étudiées par la Société de géographie (branche Khabarovsk). Dès 1912, la baie de Volchok a été renommée Nagaevo Bay et a vu les premières expéditions géologiques officielles afin d’évaluer ses ressources minières.
Cette même année sort la première description de la baie de Nagaïev avec une ancienne carte marine faites par l'hydrographe Boris Vladimirovitch Davydov (ru). Dans sa description, il déclare que la péninsule Staritsky et son isthme peut «être qualifiée de meilleur mouillage de toute la mer d'Okhotsk ». Il note aussi la présence sur le rivage de la baie de Mongodan des yourtes estivales de Toungouses, qui pêchent le saumon à l'embouchure de la rivière Magadanka, et chassent les animaux marins (dont cétacés) en automne. Cette baie est d'ailleurs renommée baie de Gertner d'après un des capitaines de l'expédition de Davydov.
En 1915, dans l'actuel raïon Srednekanski, un prospecteur trouve pour la première fois de l'or, et en 1926, Sergueï Obroutchev confirme la présence de l'or dans les bassins de l'Indiguirka et de la Kolyma.
C'est dans cette période des années 1910 et 1920 que les Evenks ont commencés à se sédentariser dans l'actuel Magadan, et ils pratiquaient l'élevage et l'agriculture en plus de la chasse et de la pêche. Au recensement du Territoire d'Extrême-Orient en 1926, 20 personnes peuplaient l'endroit, et dans un procès-verbal du district d'Ola (fondé en 1926) de 1928, 60 habitants et 12 fermes peuplaient les rivages de la rivière Douktcha, dans l'est du territoire actuel de Magadan.
En 1928 se conduit la première expédition de la Kolyma dirigée par Youri Alexandrovitch Bilibin (en) afin de découvrir des gisements d'or, dont un certain Valentin Aleksandrovitch Tsaregradsky (ru) est membre. Ce dernier explore l'isthme et ses baies, qu'il qualifie comme étant une oasis de verdure au sein de la région. La baie de Nagaïev est selon lui le meilleur mouillage possible. Avec les rendus de cette expédition, Luks Karl Yanovitch (ru), vice-président du Comité du Nord de l'Extrême-Orient, visite l'endroit et informe le président du comité de l'importance de l'endroit, et que ce sera le point de départ des expéditions aurifères dans la Kolyma. Le district d'Ola, comprenant l'intérêt de l'endroit, déplace son centre administratif d'Ola à la base culturelle de la baie de Nagaïev (village aussi nommé alors « Okhotsk-Evenskaïa », ou « East-Evenskaïa (Nagaevskaya) »), même si elle est que de jure, le village n'étant pas construit. C'est avec le plan quinquennal du comité exécutif central panrusse de l'URSS, le 14 décembre 1928, que des fonds sont alloués à la construction du village, à hauteur de 200 000 roubles, avec une ouverture en 1929,.
L'expédition de Bilibin informe aussi sur les routes possibles pour accéder aux gisements, et se lance ainsi la Ruée vers l'or dans la Kolyma (ru), à l'origine de la fondation de Magadan.

### Fondation et développement
La construction de la base a réellement débuté en avril 1929, et le 7 novembre 1929, le village est ouvert, avec une école et un dispensaire. Des bateaux commencent à arriver, pour approvisionner le village mais aussi pour apporter du personnel, avec parmi le Fei-hu partant de Vladivostok le 5 septembre 1929 pour arriver une semaine plus tard. En même temps, des quais sont construits et le 5 juillet 1930, le village est agrandi. Magadan commence alors son développement, avec des magasins et services publics qui font leur apparition. Le 17 décembre 1930, le village de Nagaïev obtient une autorité locale, et la population est alors de 600 habitants. En 1931, le village continue à se développer, avec en novembre 1931 l'arrivée de nombreux anciens soldats de la guerre civile en Extrême-Orient, avec le navire Slavstroy, augmentant d'un coup la population de 1500 habitants. Près de 4000 personnes débarquent en tout cette année, et à la fin de l'année, l'électricité est installée.
Le 13 novembre 1931 est fondé le Dalstroï (Société de construction des routes et de l'industrie dans la région de la Haute-Kolyma), qui récupère l'autorité sur la ville de Magadan. Cette organisation est sous la houlette d’Edouard Berzine, nommé personnellement par Staline, et va faire transiter des centaines de milliers de déportés russes, ukrainiens, polonais, allemands, japonais, etc., prisonniers devant extraire les métaux précieux des montagnes de la Kolyma, et à périr dans les camps de travail, comme les Sevvostlag, Berlag ou Boutougytchag, redoutables en raison des conditions hivernales extrêmes qui y régnaient.

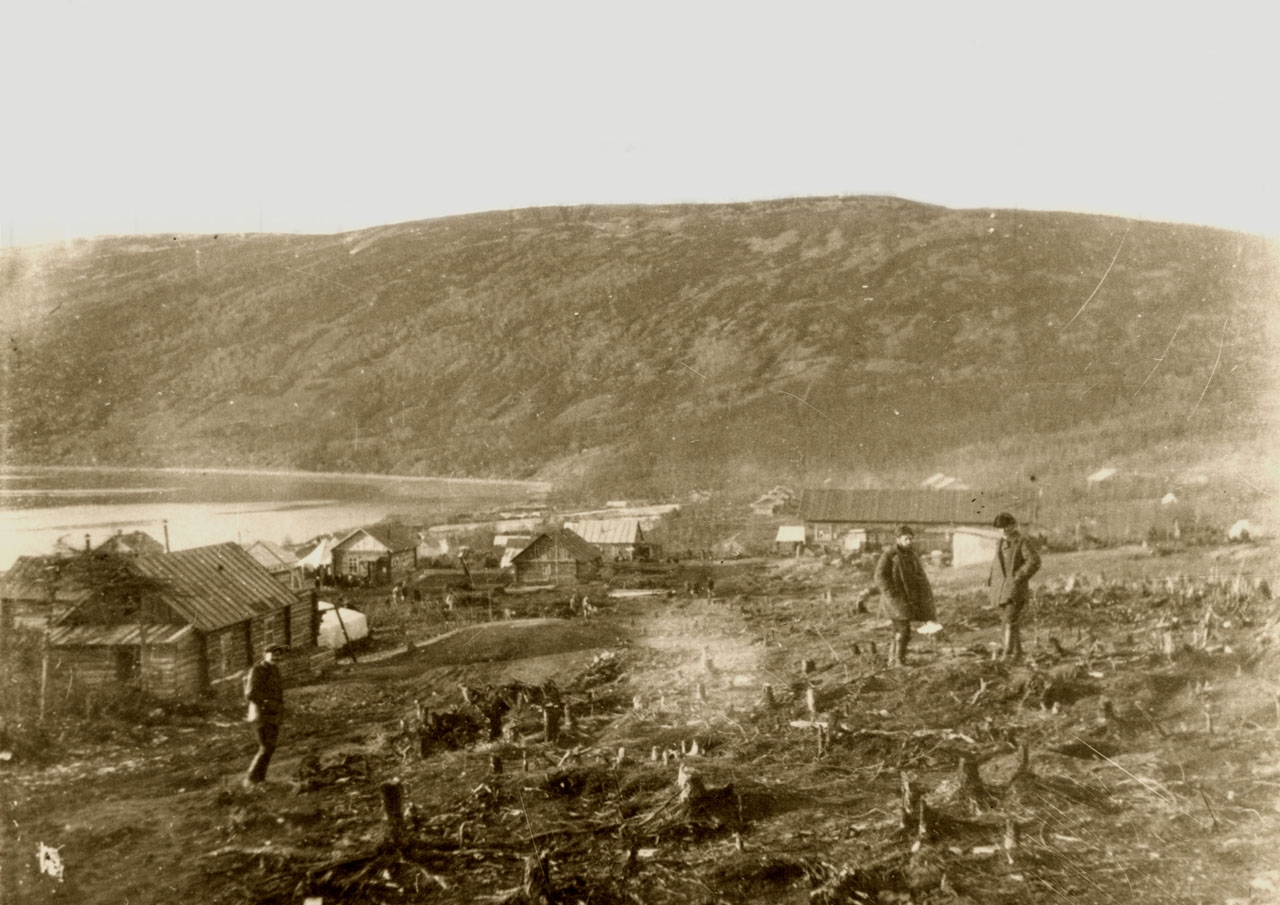
Le village avec la baie de Nagaïev en arrière-plan en 1931.

Le premier navire de déportés est le bateau à vapeur Le Sakhaline, qui parti de Vladivostok 10 janvier 1932 pour arriver le 4 février à Magadan, après s'être retrouvé une partie du trajet piégé dans la glace. Plus de 100 prisonniers faisaient partie de ce tristement voyage inaugural,.
En 1932, la ville gagne de plus en plus de terres, et n'est plus un village de sûr. Obroutchev, qui avait visité un isthme vide, écrit la même année « Dans la vallée de la rivière, sur un site spacieux et libre,... la ville de Magadan a été construite - la capitale moderne de la côte. Des bus vont de là à la baie de Nagaïev, et même, comme on dit, la civilisation est allée si loin qu'il faut se méfier des voleurs dans ces bus. ».
Magadan développe aussi ses infrastructures, elle est liée à la R504 en 1934 qui s'étend jusqu'à 150 kilomètres au nord, et à un chemin de fer qui doit aller à terme vers Ouptar. Ce chemin de fer doit approvisionner la ville et sa scierie en bois. En 1934, des petits avions arrivent par bateau à Magadan, afin d'aider pour la recherche d'or, qui prend alors un nouvel accélérateur. La radio arrive à Magadan en 1936. Ce développement ne plait pas à Berzine, qui lui souhaitait voir la grande ville plus dans les terres, vers Oust-Taskan, Débine ou Ouptar, mais cela ne s'est pas réalisé.
Magadan subit de plein fouet les purges staliniennes, Berzine est abattu, des journalistes et écrivains pourtant proche du pouvoir arrêtés tout comme des membres locaux du PCUS. Mais les purges se passant à travers toute la Russie, Magadan devient le témoin de l'envoi d'opposants et d'anciens alliés de Staline aux goulags. Pendant les deux seules années de 1938 et 1939, ce sont des dizaines de milliers de personnes qui passent par la baie de Nagaïev. Parmi les "ennemis du peuple", on retrouve Varlam Chalamov (1907-1982) qui, dans les Récits de la Kolyma, décrit l’enfer du Goulag (Direction principale des camps de travail), tout comme Pavel Galitsky, eux qui n’auront vu de la ville, que son port et la route qui menait aux camps.

### De la Grande Guerre patriotique à la stagnation
Le 14 juillet 1939, Magadan reçoit le statut de ville, et alors que la ville continue son développement (ouverture du théâtre Gorki le 10 septembre 1941, construction en avril 1941 du siège du Dalstroï, etc), elle participe à l'économie de guerre dès le 22 juin 1941 quand l'opération Barbarossa commence. Les usines de la ville devaient produire pour soutenir le front, que ce soit des vêtements, de la nourriture ou des armes. En tout, c'est un demi-milliard de roubles de marchandises qui sont envoyés à l'ouest. De plus, parmi les habitants libres, des escadrons se forment pour aller combattre, complétés par des prisonniers forcés à aller se battre.
Magadan voit passer une seconde vague de zeks dans l'après-guerre, avec souvent des prisonniers de guerres, qui sont chargés de miner, continuer la construction des routes comme celle construite de Magadan à Iakoutsk, appelée route des os en raison du nombre de prisonniers qui y moururent lors de sa construction : les cadavres furent incorporés directement dans la chaussée. Quelques-uns ont survécu qui sont restés célèbres, comme le jazzman Eddie Rosner. Ils peuvent aussi être affectés aux mines, et beaucoup n'arrivent pas à survivre dans des conditions si cruelles.

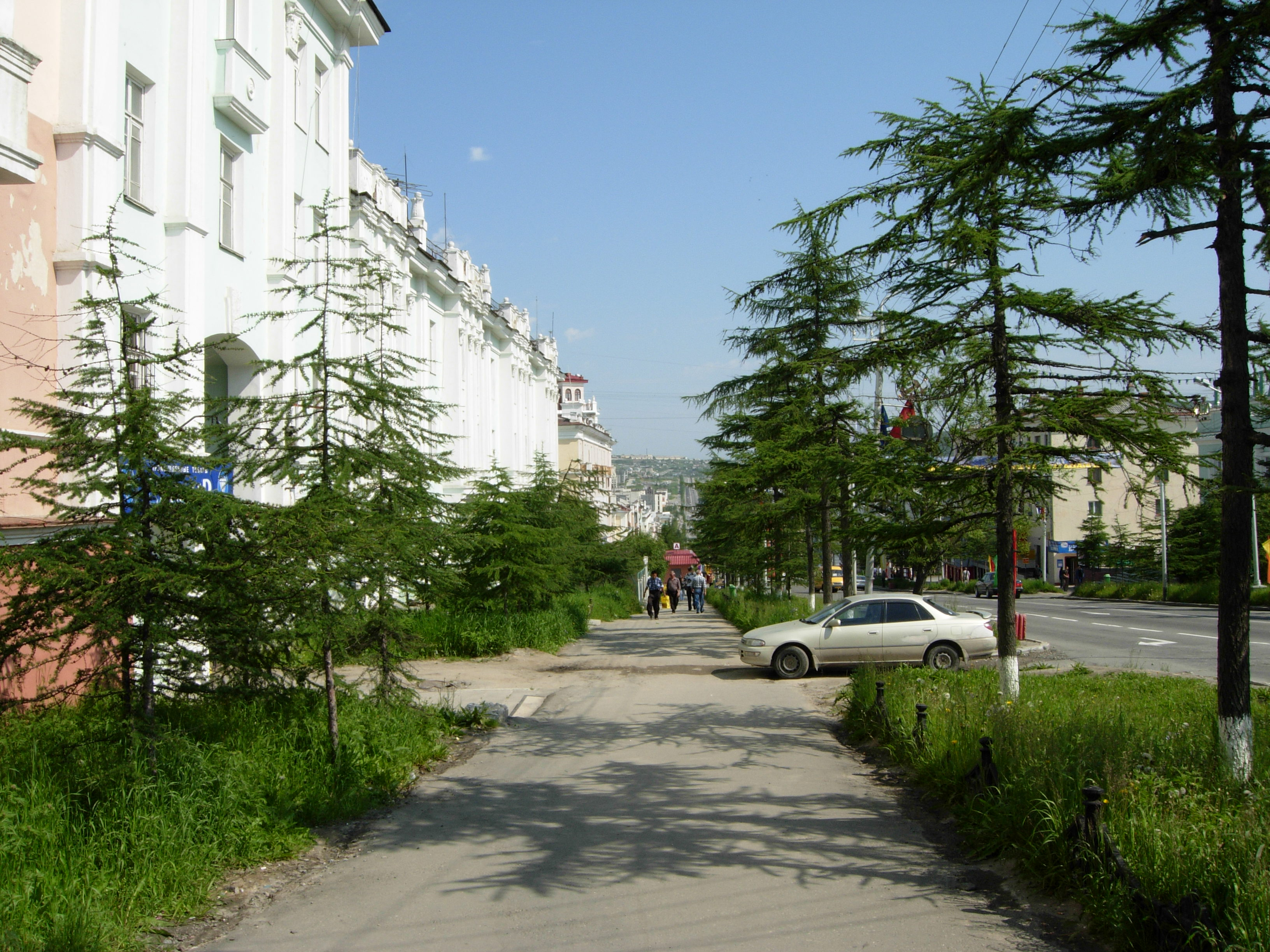
Perspective (ou avenue) Lénine.

Pendant l'après-guerre, la construction de la ville en elle-même s'intensifie, avec une influence forte de Saint Pétersbourg et de son architecture. C'est pendant cette époque les perspectives Lénine, Portovaïa, Gorki et Pouchkine avec leurs bâtiments sont construits. C'est grâce à ce mouvement architectural que Farley Mowat nomma Magadan comme le petit Léningrad de l'extrême-orient après avoir visité la ville. Michel Solomon (1909-1994) relate quant-à-lui sa captivité à Magadan dans L'Enfer de la Sibérie. Arrêté le 7 février 1948, il est envoyé à Magadan, dont il ne rentre que dix-sept ans plus tard. Relâché en 1964, il émigre au Canada.
L'oblast de Magadan a été institué le 3 décembre 1953 sur l'ancien territoire du Dalstroï, qui lui perd quasi toutes ses fonctions. Magadan devient alors le centre administratif de l'oblast, ainsi que le centre économique, scientifique et culturel. C'est à ce moment-là que les prisonniers des goulags sont libérés et réhabilités, dans le cadre de la réhabilitation (en) et de la déstalinisation, Staline étant mort le 5 mars de cette année-là.
Le 15 juillet 1954, le collège minier et géologique ouvre, dans le but que les mines ne soient plus exploitées par des prisonniers et en 1957, la télévision arrive à Magadan. En 1963, un nouveau plan est adopté pour quintupler la surface habitable afin d'accueillir la population croissante, attirée par les hauts salaires existants grâce à la prime du nord.

### Sous Gorbatchev
Alors que Gorbatchev s'attarde à développer dès son accession au pouvoir la perestroïka et le glasnost, à Magadan on s'interroge sur l'avenir de Magadan, avec l'héritage du Dalstroï et du NKVD avec leurs camps mais aussi des conséquences et causes de l'ère de stagnation pour la région, qui ont toutes retardé le développement socio-économique de la ville. À Magadan, ces réformes proposées sont vues comme « Le vent du changement d'avril », comme le journal Magadanskaya Pravda titre en 1986 lors de l'ouverture d'un congrès du PCUS.

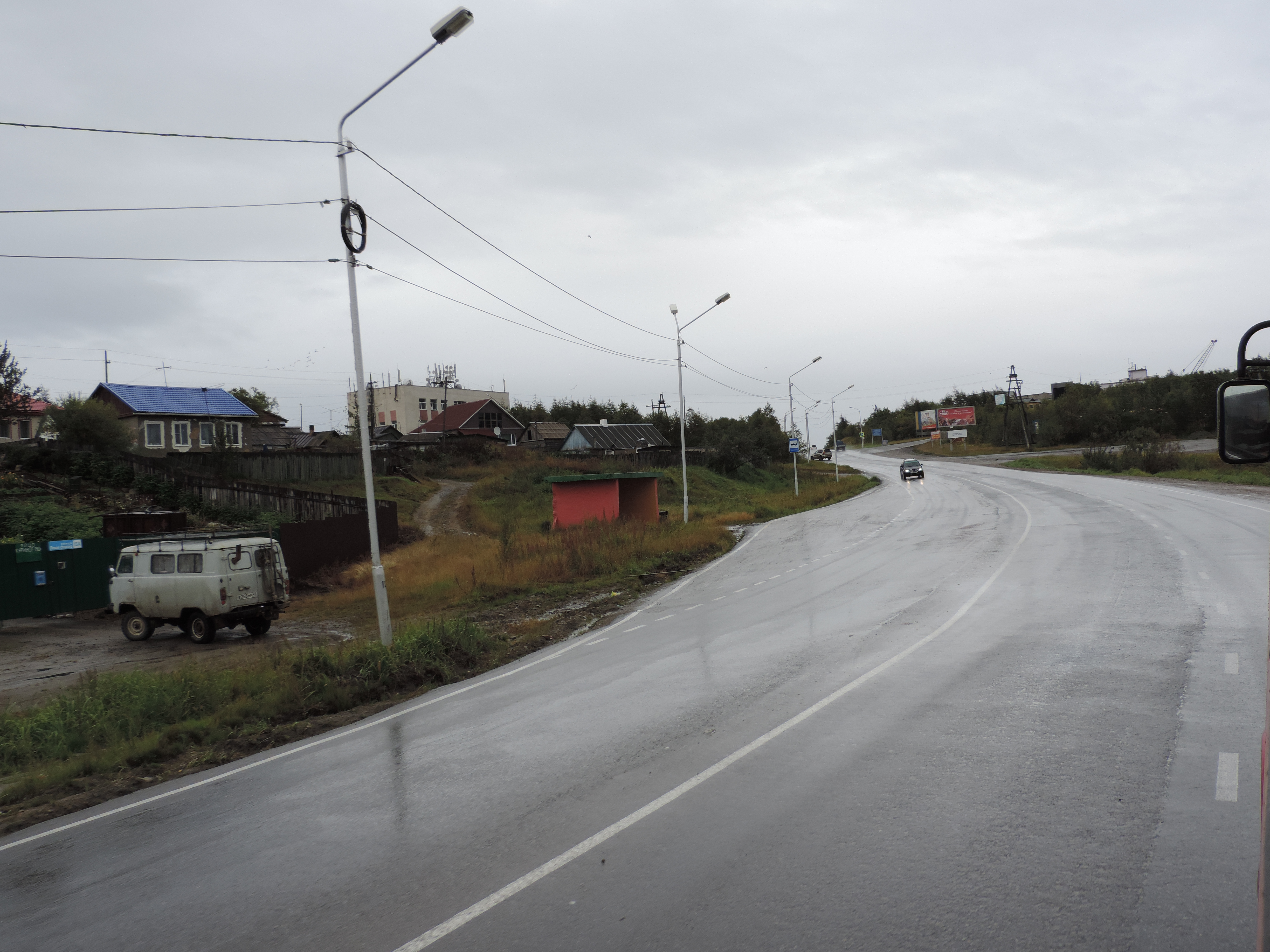
Entrée de Magadan au quartier du 6e kilomètre, avec des maisons construites pendant la crise du logement.

Le 30 août 1986, la VIIe législature du conseil municipale débat sur et examine un plan pour le développement socio-économique pour les 4 années à suivre, alors que les magadaniens vivent une crise du logement. En effet, 85% seulement des logements avaient eau chauffage et électricité (dans une région où les −30 °C ne sont pas rares), 36% des logements étaient en bon état, et les habitations illégales se développaient dans certains quartiers périphériques (comme à Shangaï ou au 13e kilomètre). Ainsi, le plan propose de construire près de 1 600 000 m2 de logements d'ici l'an 2000, pour éviter que la population parte, mais aussi des écoles, un nouvel hôpital, un cinéma, une nouvelle aérogare à Sokol et bien d'autres services. Le but était de stimuler l'économie par tous les moyens possibles. De plus, la ville commence à céder ses entreprises ou bien à ne plus les subventionner et les laisser en autofinancement. Cette mesure d'autofinancement, avec 189 entreprises début 1988 fut un échec partiel, près d'un quart des entreprises ne dégageaient plus de bénéfice. De plus, l'alcool a quasi été interdit, mais ce fut un échec cuisant, avec une explosion de la contrebande. En parallèle, des coopératives et entreprises privées ont commencé à naître dès 1987, même si la lourdeur administrative était un frein.
La première manifestation eut lieu le 18 juillet 1988, à la veille de la XIX conférence du PCUS, devant le théâtre d'art dramatique, avec comme objectif de soulever les problèmes de la crise du logement et de l'ère de stagnation. Organisé par une association nommée Demokraticheskoy initsiativy, (initiative démocratique), ils demandent aussi la plus forte autonomie des collectivités territoriales, la privatisation et la fin des privilèges des hauts membres du PCUS. Contrairement à son habitude, la Pravda de Magadan publie les revendications de l'opposition et relate l'évènement, donnant ainsi une tribune aux manifestants. Enfin, ces manifestants souhaitent qu'un des bâtiments du PCUS soit converti en hôpital, ce qui était déjà controversial depuis quelques années.
En plus de susciter une prise de conscience dans la ville, la question des hommages envers les héros de la région et où devraient être ces monuments est soulevée. Des précédentes réclamations avaient déjà eu lieu dans la région, mais sans aucun aboutissement. Alors qu'en 1988, la ville décide la construction d'un monument aux pionniers de la Kolyma et de la Tchoukotka, les langues se délient et demandent que les victimes de la répression sous Staline soient aussi honorées. Magadan se rend alors compte de son lourd passé, qu'elle veut désormais rendre hommage, avec des initiatives et associations populaires.
Alors que la liberté d'expression arrive, la démocratie n'est pas là pour sûre, tel que le montrent les élections de 1989, tenu à Magadan le 8 et le 9 février, avec seulement un candidat du PCUS. La population s'interroge et certains protestent, mais les haut placés dans la ville s'interrogent aussi « Comment cela s'est-il passé ? Quel genre d'élections proposons-nous aux habitants de Magadan - des élections sans choix ? » relate le journal Kolyma.ru. Le 22 février, un autre tour est organisé avec un autre candidat sous la pression publique. En plus des critiques envers les élections, Magadan s'insurge début 1989 contre le nucléaire, avec une opinion publique marquée par Tchernobyl, alors qu'un navire à propulsion Magadan devrait accoster dans le port. Les journaux, habituellement proches du pouvoir se rapprochent des manifestants qui eux font des pétitions pour éviter que le bateau n'arrive. Le 26 février 1989, la Pravda de Magadan relate qu'aucun bateau nucléaire n'accostera ni dans la ville ni dans l'oblast avant que les autorités avec leurs expertises environnementales et économiques rendent leurs conclusions, avec accord du conseil exécutif de la ville. Ce cas avec celui des hommages est le résultat des réformes de Gorbatchev dans la ville qui marquent la ville.

### Magadan sous la Russie capitaliste

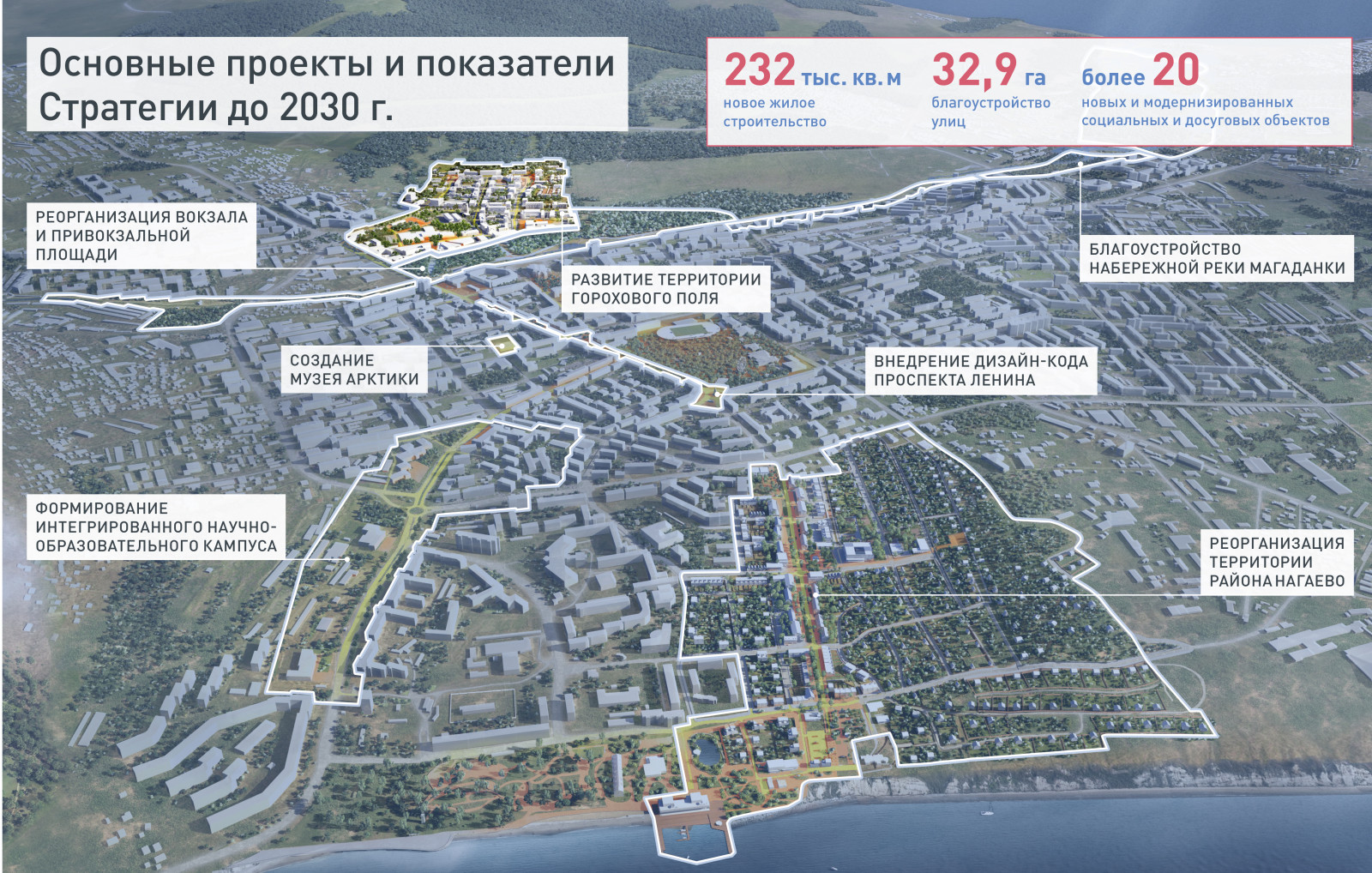
Carte du projet de renouvellement urbain.

La ville de Magadan abrite aujourd'hui environ 96 000 habitants, mais, avec sa région, passe, en une dizaine d'années, de quelques centaines d’habitants (700 recensés en 1926) à plus de 152 000 en 1939, et autour de 151 000 en 1989, pour se stabiliser vers la fin des années 2010 autour de 90 000 habitants. La fin des subventions, de l'économie d'État, la fermeture d'usines ont été les principaux facteurs de cette forte chute de population. La stagnation de la population ces dernières années est due à l'exode des villages reculés devenant peu à peu fantômes, qui eux partent vers Magadan et d'autres villes de l'Extrême-Orient (Khabarovsk, Petropavlovsk).

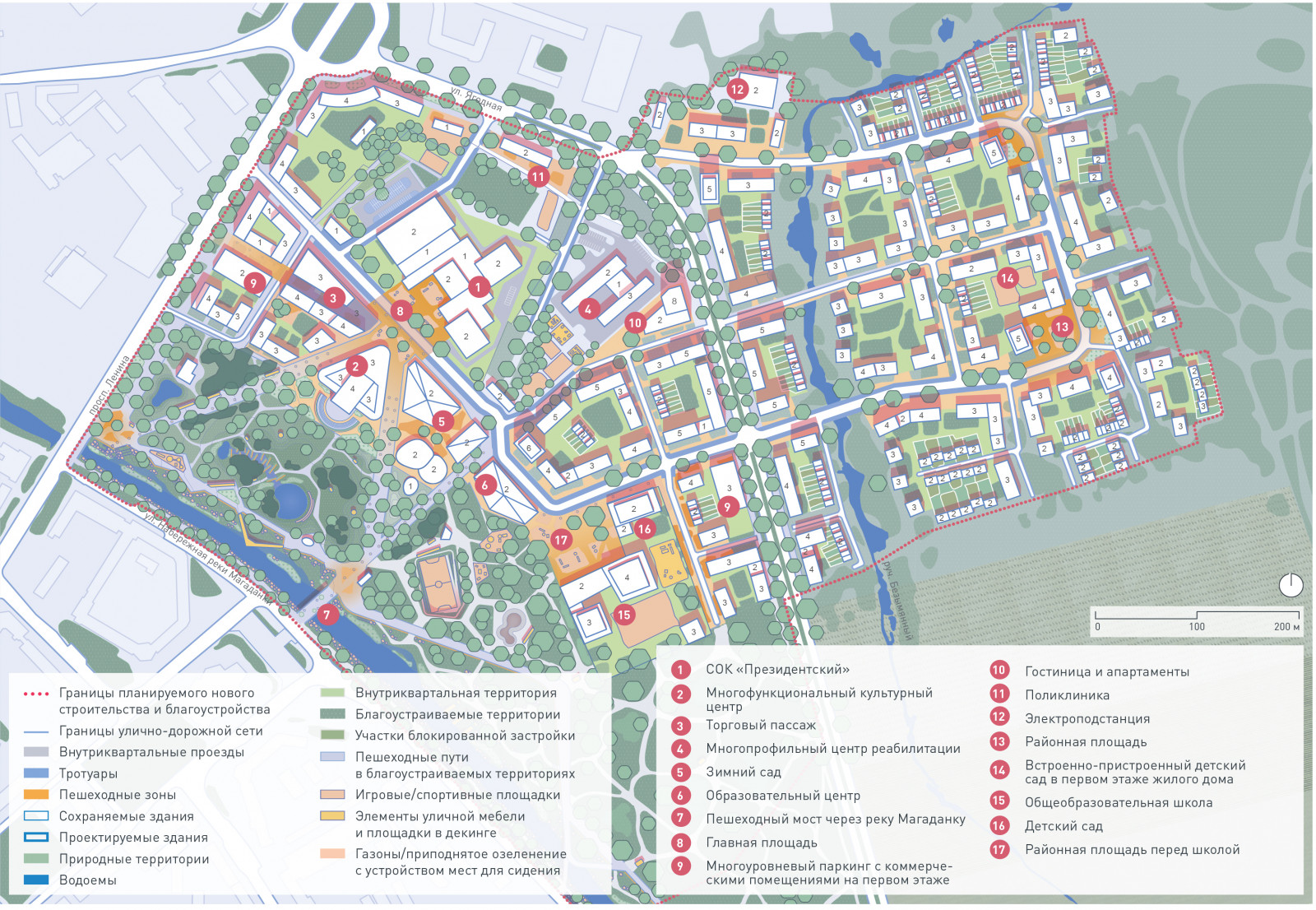
Plan du quartier de « Champs de pois » en construction.

En 2021, le plus grand projet de renouvellement urbain de la ville est voté, d'un montant de 23 milliards de roubles. Il est prévu d'ici 2030 de mettre sur le marché 204 000 m2 de surface, et les travaux sont en cours. La ville s'est dirigée vers une architecture bien plus moderne et nordique, comparée aux anciennes architectures soviétiques.

## Organisation de la ville

### Administration

#### Pendant l'URSS
Le premier appareil administratif à Magadan fut le conseil ouvrier du village de Nagaïevo, créé le 17 décembre 1930, même si un chef pour la construction du village existait; I. A. Yakhontov, nommé en 1929. Il avait 6 membres dont un président et un secrétaire, chargé de 5 fonctions (la santé, l'éducation, l'urbanisme, les impôts + aides publiques et les services publics). Le 1er janvier 1931, la première réunion du conseil se tient, et comme dans les autres réunions suivantes, employés et ouvriers peuvent assister aux réunions, et les premières élections municipales se tiennent le 31 juillet 1931. Après 6 mois de fonctionnement, le village s'enregistre en tant qu'établissement de type urbain. Mais avec l'avènement du Dalstroï le 13 novembre 1931, c'est cette dite organisation qui prend en charge la ville, au dépit du conseil. Malgré l'accession de Magadan au statut de ville en juillet 1939, ce n'est qu'en 1947 que Magadan retrouve enfin du pouvoir.
Le 21 décembre 1947, le conseil municipal des députés des travailleurs à Magadan est formé par des élections le même jour, qui élisent 70 personnes au conseil, dont 19 femmes. Ce conseil est doté d'un comité exécutif, avec à sa tête un président, qui est le chef de Magadan. Même si le conseil est officiellement autonome, on retrouve dans les élus le chef du Dalstroï, organisation qui contrôle encore la région autour de la ville. Avec ce conseil, 5 départements sont créés, chargés de différentes fonctions dont l'éducation et l'urbanisme. Ce sont ces décisions d'urbanisations qui apparaissent au cours de la fin des années 1940 et au début des années 1950 qui voit la ville de Magadan s'accaparé les pouvoirs qui lui sont dû. En 1953 d'ailleurs, le Dalstroï disparaît au profit du nouvellement créé oblast de Magadan, dont la ville en est son siège.
À partir de 1977, avec la Constitution Brejnev, le conseil change de nom pour devenir le « Conseil municipal des députés du peuple de Magadan », avec des députés ayant des mandats de deux ans et demi renouvelables. Les députés pouvaient d'ailleurs avoir un autre mandat. Le comité exécutif existe alors toujours, et il est toujours élu par l'ensemble du conseil. Avec la loi du 9 avril 1990, les collectivités territoriales dont Magadan obtiennent de nouveaux pouvoirs; la propriété privé, créer des organes de gestion, préparer, approuver et exécuter le budget, et dernièrement avoir des relations économiques avec l'étranger. 13 commissions permanentes ont alors été mises en place à Magadan pour résoudre les nouvelles problématiques soulevées par la fin de l'URSS et la transition vers le capitalisme.
| Période                                  | Période          | Identité                      | Étiquette | Qualité                           |
| ---------------------------------------- | ---------------- | ----------------------------- | --------- | --------------------------------- |
| 31 juillet 1931                          | ?                | Innokenty Evmenievich Kochnev |           |                                   |
| Les données manquantes sont à compléter. |                  |                               |           |                                   |
| 21 décembre 1947                         | ?                | P.R. Mironov. N.P.            |           | Travailleur au garage de la ville |
| Les données manquantes sont à compléter. |                  |                               |           |                                   |
| Avril 1990                               | 31 décembre 1991 | Moussine Léonid Mikhaïlovitch | PCUS      | Prospecteur                       |

#### Depuis la fin de l'ère soviétique
Après la dissolution de l'URSS, en décembre 1991, c'est un chef de l'administration de Magadan qui est institué et qui est chargé de faire la transition entre les institutions communistes et les nouvelles institutions. Par décret de Boris Eltsine, c'est l'actuel président du conseil qui prend ce nouveau rôle. Cela dure jusqu'aux élections de mai 1997, où un maire apparaît à la tête de la ville. En avril 1994, les premières élections à la Douma municipale ont eu lieu, pour élire de 8 personnes ; 7 députés et le maire, même si après la non-atteinte du quorum, des élections partielles ont dû être refaites pour que le 30 juin 1994, la première convocation ait lieu.
| Période          | Période | Identité                      | Étiquette   | Qualité                    |
| ---------------- | ------- | ----------------------------- | ----------- | -------------------------- |
| 31 décembre 1991 | 1993    | Moussine Léonid Mikhaïlovitch | Indépendant |                            |
| 1993             | 1997    | Nikolaï Borissovitch Karpenko | Indépendant | Futur 1er maire de Magadan |

La ville de Magadan, tout comme la majorité des villes russes, possède un système de gouvernement à gérance municipale, où les conseillers, élus par les citoyens, forment une douma municipale. Cette douma, en plus d'avoir un président, élit le maire de la ville, souvent appelé chef de la ville ou directeur municipal. La ville possédait, après la chute de l'URSS, un système avec à la fois une élection maïorale et une élection municipale, mais le système a été changé en 2013, au dépit des critiques de l'opposition locales, et au profit des élites locales. Ce gouvernement gère les affaires de l'okroug urbain de Magadan, créé en 20°4, okroug rassemblant la ville de Magadan intramuros et les communes urbaines de Sokol et Ouptar, plus au nord de la ville. Elle contrôle aussi les hameaux de Snejny, Snejaya Dolina (ces deux à 10 km au nord de l'aérodrome de Magadan-13) et de Douktcha (à l'embouchure de la rivière du même nom). Les trois localités de Sokol, Ouptar et Magadan sont certes séparées dans des domaines comme les données statistiques, mais possèdent le même gouvernement.
Ce maire, ou plutôt directeur municipal, est chargé de différents domaines dont l'éducation, les routes ou la culture, mais de nombreuses tâches sont du ressort du gouverneur de l'oblast, comme les déchets. La ville est ainsi, à cause de ce modèle de centralisation, incapable de voter sur son budget. Pour l'opposition locale, la ville est donc à la merci de l'oblast et donc de Moscou, et ne peut décider par elle-même. Ce modèle de gouvernance, et l'incapacité de décider du budget, a entraîné une situation particulière; lors de l'élection pour le maire par les conseillers, aucune personne n'avait postulé y compris le maire sortant. De plus, dû aux nombreux problèmes, le maire ne peut pas utiliser le poste en tremplin pour entrer en politique. En 2020, la ville a dû se résoudre à repousser l'échéance des dossiers du 23 octobre au 11 décembre. Finalement, même avec une couverture médiatique en Russie pour parler du problème, aucun candidat nouveau s'est présenté, et le maire sortant s'est résolu à se représenter, et a été réélu,.
Iouri Grichan ne fait cependant pas du tout l'unanimité, plutôt l'inverse. Après qu'en mai 2020, une troisième attaque d'une meute de chiens errants sur des enfants dans une aire de jeux a eu lieu, le maire a proposé aux habitants d'acheter des pistolets paralysants et d'apprendre à les utiliser. Selon Vostok Today, les habitants sont convaincus que leur maire ne vit pas dans la même ville qu'eux.

La douma municipale depuis les élections de septembre 2020.

Lors des élections de la douma municipales du 13 septembre 2020 pour élire la 7e convocation, le parti Russie unie a gagné 17 sièges, le Parti libéral démocrate de Russie 1 et enfin 2 sièges pour des indépendants, sur un total de 20 sièges. Ainsi, le poste de président de cette douma a été récupéré par Smirnov Sergueï Vladimirovitch, membre de Russie unie.

### Liste des maires
| Période          | Période           | Identité                      | Étiquette   | Qualité                                                                                        |
| ---------------- | ----------------- | ----------------------------- | ----------- | ---------------------------------------------------------------------------------------------- |
| 18 Mai 1997      | Octobre 2004      | Nikolaï Borissovitch Karpenko | Indépendant | A occupé diverses positions politiques dans la région de Magadan                               |
| Octobre 2004     | 3 février 2013    | Vladimir Petrovich Pecheny    | Russie unie | Démissionnaire, nommé le 3 février 2013 gouverneur de l'oblast de Magadan par Vladimir Poutine |
| 3 février 2013   | 28 septembre 2015 | Sergueï Abramov               | Russie unie | Maire par intérim, par la suite président de la Douma régionale de Magadan                     |
| 13 novembre 2015 | En cours          | Yuri Fedorovich Grishan       | Indépendant | Homme d'affaires                                                                               |

## Population et société

### Démographie
La ville de Magadan a connu une croissance démographique importante entre sa fondation en 1929 avec un peu plus de 1000 personnes et 1989 avec 151 652 personnes. Cette croissance s'explique par le Dalstroï, le Goulag, les mines subventionnées ainsi que par le bonus du nord, système sous l'URSS donnant de l'argent en plus aux travailleurs venant travailler dans les régions polaires de la Russie. Ces migrations, forcées ou non, ont données à la ville un caractère multiethnique avec plusieurs peuples, auxquels il faut rajouter les peuples nomades de la région qui se sont sédentarisés. Mais la dislocation de l'URSS a entraîné la chute de ce système. La population a alors commencé à décliner, d'abord une première phase de la chute de l'URSS à 2004, puis de 2008 à 2015, moment où la population s'est stabilisé autour des 91 000 habitants. Ces exodes de population eurent lieu vers la Russie européenne, dite « le continent ».
La population, est en moyenne de 1 089 femmes pour 1000 hommes (tranche d'âge de 15 à 72 ans) alors que chez la tranche des jeunes (16 à 29 ans) il y a 998 femmes pour 1000 hommes. L'âge moyen de la population est de 36,7 ans, avec une population de plus en plus vieillissante.
Selon le recensement russe de 2010, la ville de Magadan avait, parmi ceux qui ont déclarés leur ethnies, 84,1% de Russes, suivis loin derrière par les Ukrainiens à 6,5% et les Evenks, peuple local à 1,7%. Les autres ethnies sont toutes situées sous la barre des 1%, avec les Tatars à 0,9%, les Biélorusses à 0,8% pour les peuples européens. Il y a aussi des Koriaks et des Itelmènes à 0,6% et 0,4%, peuples venus du Kamtchatka, auxquels s'ajoutent les Tchouktches et les Kamtchadales, tous les deux à 0,2% chacun, des Youkaguirs à 0,05% et enfin des Tchouvanes à 0,04%.
Recensements (*) ou estimations de la population,:
| 1926* | 1930 | 1939*  | 1959*  | 1962   | 1967   | 1970*  | 1973    |
| ----- | ---- | ------ | ------ | ------ | ------ | ------ | ------- |
| 20    | 600  | 27 313 | 62 225 | 68 000 | 82 000 | 92 105 | 101 000 |

| 1976    | 1979*   | 1982    | 1986    | 1989*   | 1992    | 1996    | 1998    |
| ------- | ------- | ------- | ------- | ------- | ------- | ------- | ------- |
| 113 000 | 121 250 | 131 000 | 145 000 | 151 652 | 152 000 | 124 200 | 121 600 |

| 2000    | 2001    | 2002*  | 2003   | 2004   | 2005   | 2006    | 2007    |
| ------- | ------- | ------ | ------ | ------ | ------ | ------- | ------- |
| 121 000 | 120 700 | 99 399 | 99 400 | 99 800 | 99 836 | 100 020 | 100 193 |

| 2008   | 2009   | 2010*  | 2011   | 2012   | 2013   | 2014   | 2015   |
| ------ | ------ | ------ | ------ | ------ | ------ | ------ | ------ |
| 99 626 | 98 961 | 95 682 | 96 000 | 95 463 | 95 048 | 94 344 | 92 974 |

| 2016   | 2017   | 2018   | 2019   | 2020   | 2021*  | 2022   | 2023   |
| ------ | ------ | ------ | ------ | ------ | ------ | ------ | ------ |
| 92 081 | 92 711 | 92 782 | 91 781 | 92 052 | 91 197 | 91 432 | 89 834 |

### Criminalité
La criminalité à Magadan est, et à part quelques quartiers périphériques et pauvres (comme Shangaï) assez faible contrairement aux années 1990 où elle était importante.

### Enseignement
L'enseignement à Magadan est important, la ville servant de cité universitaire pour la région. La principale université est l'Université d'État du Nord-Est, fondée en 1934, avec 6 facultés différentes (Philosophie, éducation, sciences sociales et humaines, sciences et mathématiques, économie et faculté professionnelle). Il y a aussi d'antres enseignements proposés comme la géologie. Magadan possède aussi des succursales d'universités comme d'un institut du FSB - l'Institut polytechnique de Khabarovsk, de l'Académie de droit de Moscou ou bien de l'Université de gestion et d'économie de Saint-Pétersbourg. La ville possède aussi 7 lycées professionnels, ainsi qu'une université dans le domaine de la santé.

## Économie

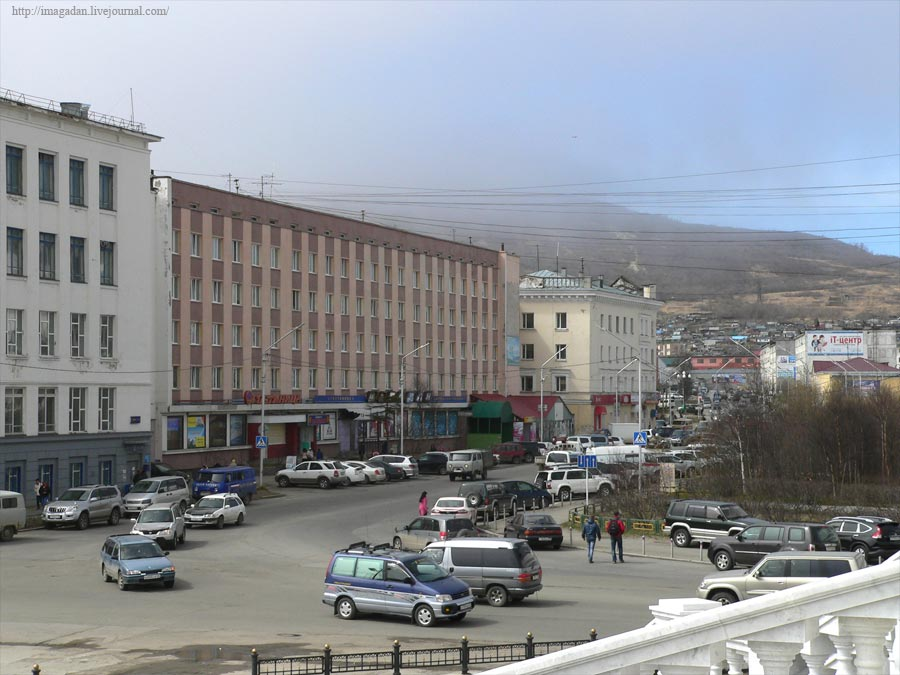
Bâtiments de bureaux en centre-ville.

L'économie de Magadan est principalement basé sur deux secteurs économiques principaux : la pêche et l'activité minière. La ville possède en effet un port de pêche ainsi que de nombreux usines pour transformer ces ressources. Ces ressources se composent surtout de crabes, hareng, éperlan et diverses espèces de saumons. La pêche est cependant restreinte par le climat local, avec la mer qui est gelée pendant les mois d'hiver. Ces produits, auxquels il faut ajouter ceux de l'extraction (or, argent, cuivre, étain, tungstène, mercure, pétrole, antimoine etc.), extraits dans les mines de la région, sont exportés via le port de la ville. Plusieurs usines sont spécialisées dans la transformation de produits miniers. Il y aussi une distillerie, des usines agroalimentaires (pâtes et saucisses) ainsi qu'un chantier naval. Il y aussi plusieurs sièges d'entreprises minières.
Le salaire minimum dans la ville en 2012 était de 9 500 roubles, mais les salaires peuvent monter vite en fonction du métier. De plus, Magadan possède à nouveau le bonus du nord (qui avaient d'abord disparu après l'URSS) permettant aux personnes acceptant de travailler dans des zones climatiques extrêmes de gagner plus. En raison de la chute démographique, de nombreux emplois sont à pourvoir et le chômage est bien inférieur à 1% en 2012 avec 611 personnes inscrites.

## Tourisme

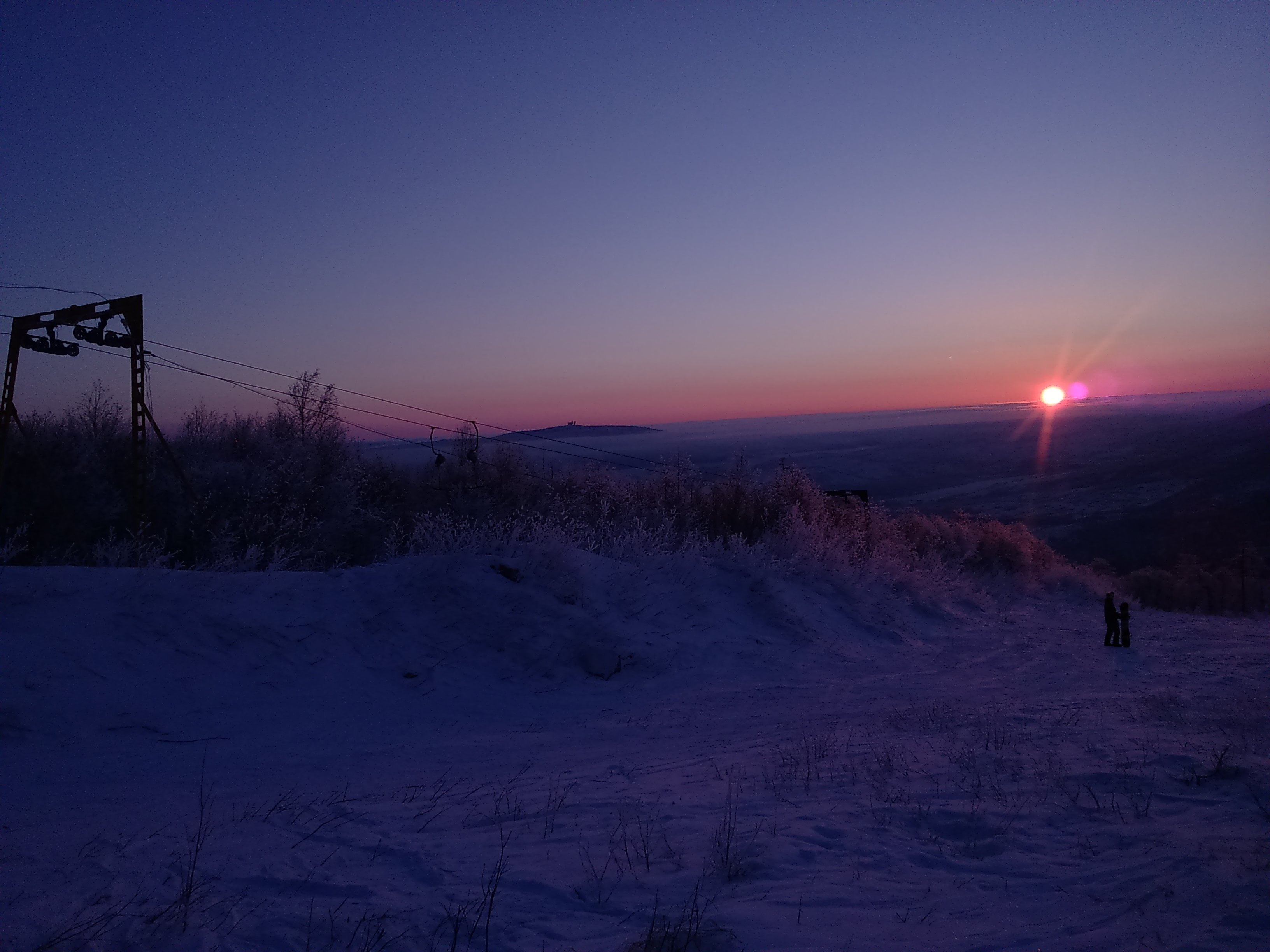
Piste de ski et remontée mécanique durant l'heure bleue à Solnechny.

Le tourisme à Magadan est peu développé, en raison de l'histoire de la ville, sa position géographique, les conditions, ainsi que le fait que la ville ne fut pas construite dans le but d'attirer des visiteurs. Le tourisme y est ainsi balbutiant, mais la municipalité cherche à développer le tourisme afin de diversifier l'économie. En effet, la ville est entourée de nombreux lieux naturels de l'oblast, comme la réserve naturelle de Magadan ou juste dans la ville la péninsule Staritsky. Mais la municipalité a surtout concentré ses efforts sur le complexe Martchekan, complexe de ski en construction avec certaines pistes déjà ouvertes. C'est la première station de ski construite de la région. Il doit y avoir, à la fin du chantier, 12 pistes de ski, ainsi que des pistes pour d'autres sports dont le snowboard. Ce complexe se situe à 10 km au nord du centre-ville.

## Transport

### Transport routier

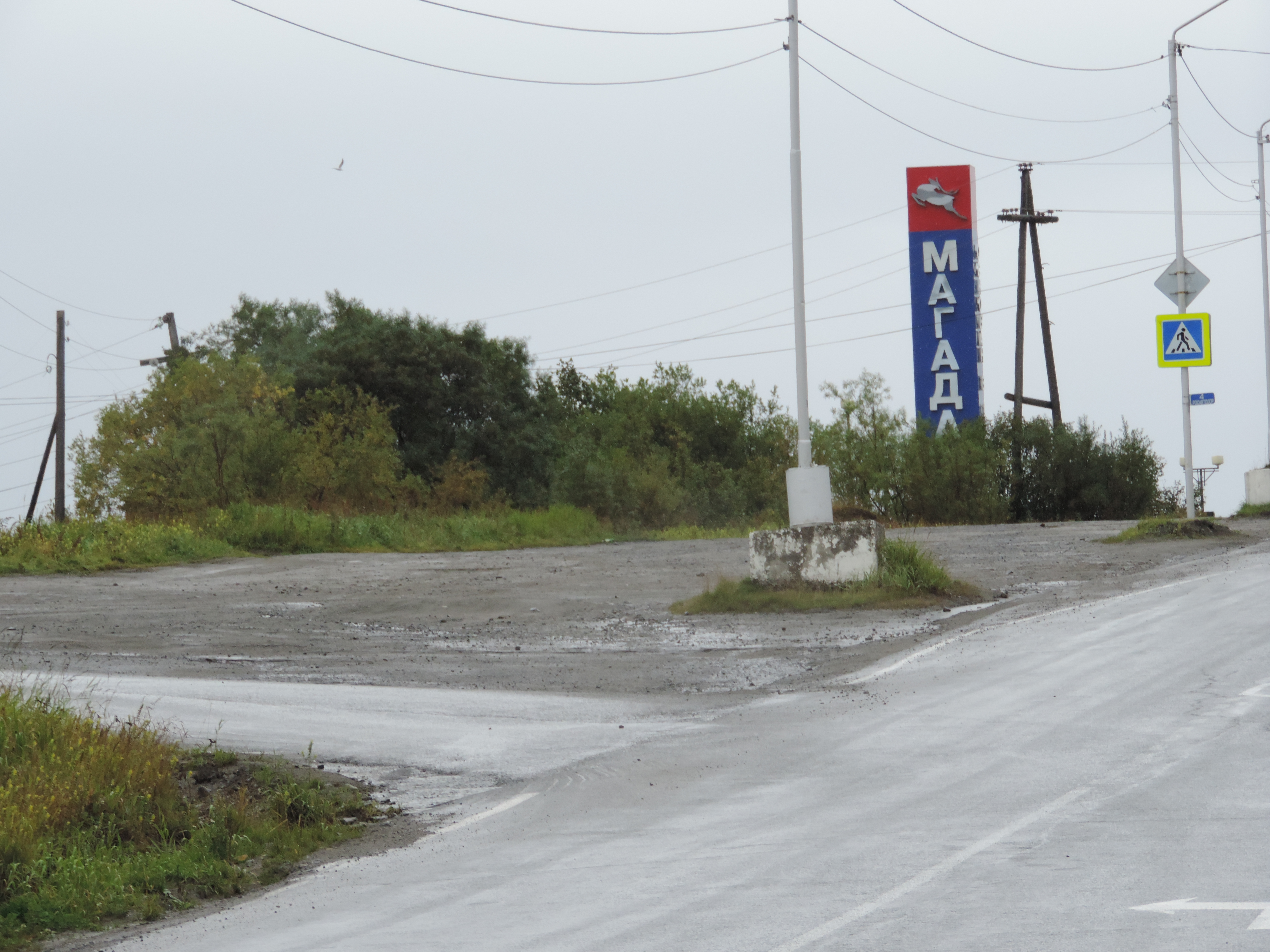
Panneau d'entrée à Magadan sur la Р-504.

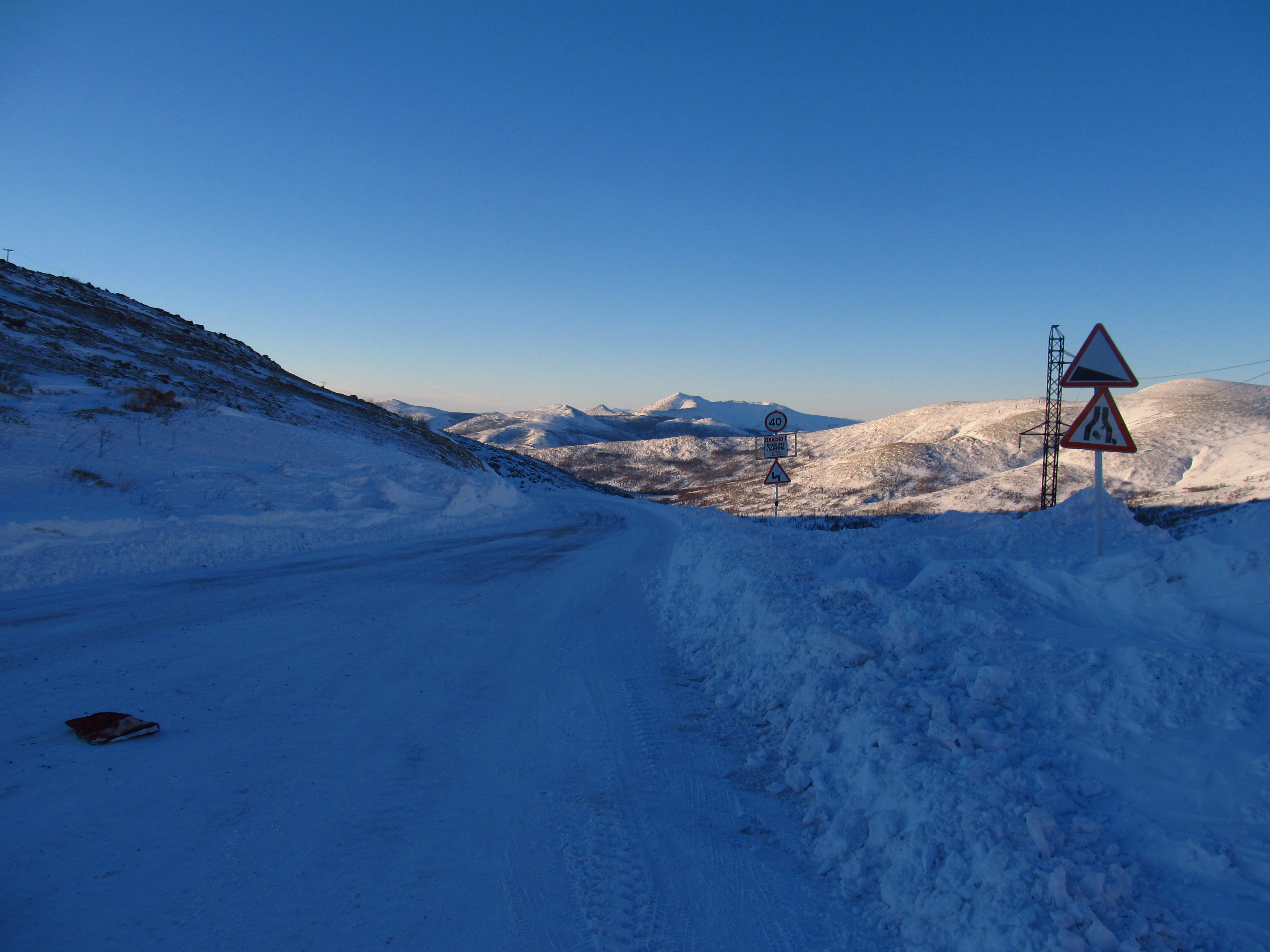
R481 en sortant de Magadan dans le quartier de Solnechny.

La ville est desservie par trois routes. La  (dite « Kolyma » ou bien « Route des os ») reliant la ville à Sokol, Oust-Nera et Nijni Bestiakh. La P-481 relie la ville à Balagannoïe et Talon (oblast de Magadan), deux villages situés à l'ouest de la ville. La P-482 relie quant-à-elle Magadan à Ola, une commune se situant près d'importants mines d'or de la région.
Les routes à l'intérieur de la ville sont pavées et entretenues, mais subissent chaque jour le trafic de la ville, qui se motorise de plus en plus. Il n'y a certes pas encore d'embouteillages mais cela pourrait changer. Le parc automobile est principalement composé comme dans les villes de l'Extrême-orient russe de voitures japonaises avec le volant à droite, alors qu'à Magadan on roule à droite.

### Transports en commun
La ville est desservie par douze lignes de bus régionales reliant la ville aux communes de la région, plus certaines lignes ne fonctionnant que l'été, portant le nombre de lignes à 20. Le ticket coûte 42 roubles. La ville est de plus desservie par des taxis.
Il existe vingt lignes de bus municipales desservant la commune et ses environs au 26 juin 2019.

### Transport ferroviaire

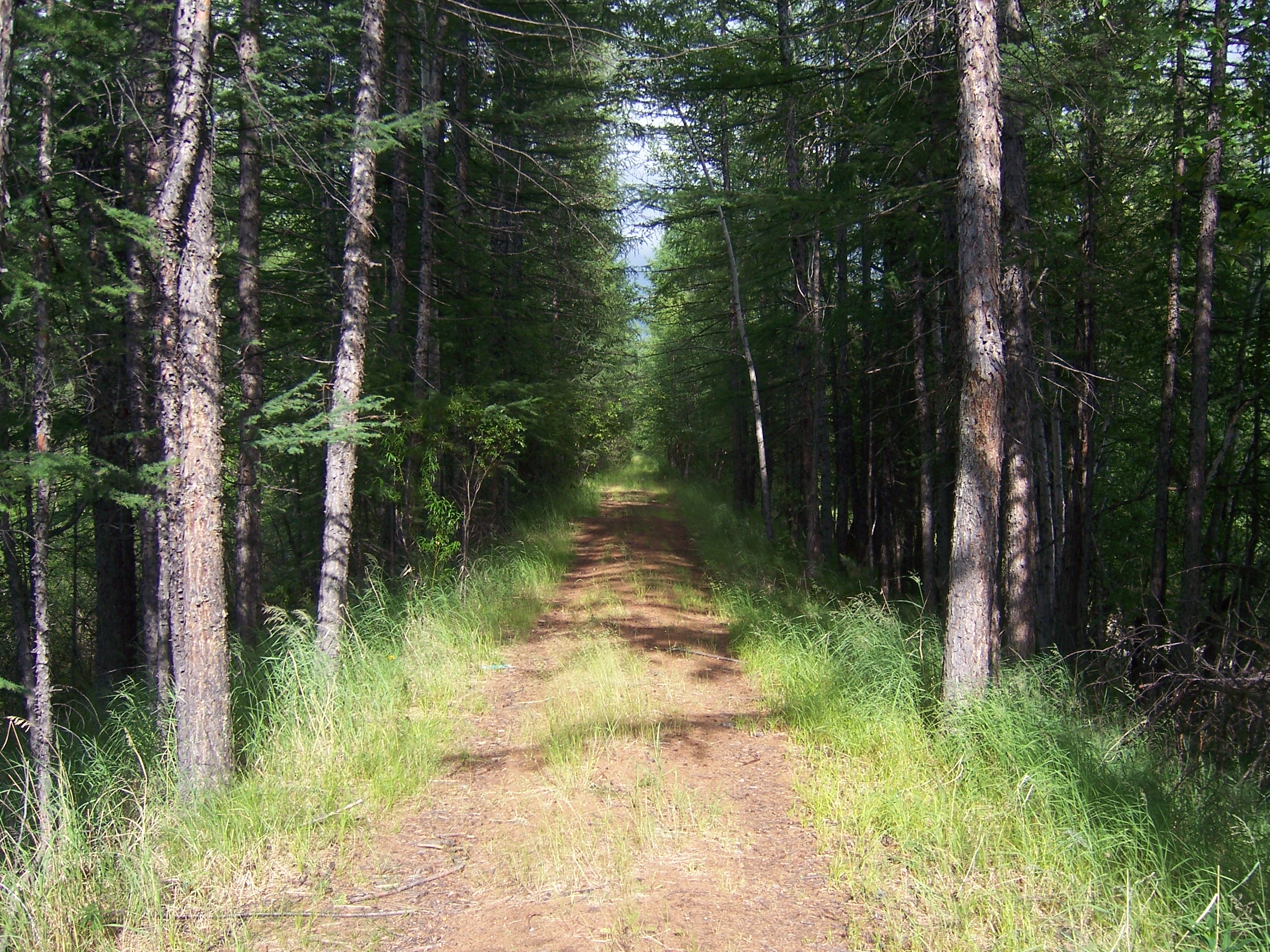
Remblai visible de l'ancienne ligne qui passait par ici.

De 1936 à 1956, des lignes de chemin de fer, les chemins de fer de Dalstroy (ru) servant à transporter les ressources (principalement du bois) de la région existèrent, mais furent démantelées après qu'elles eurent été mises en veille en 1956.
Il n'existe actuellement aucune ligne de chemin de fer rejoignant Magadan.
Cependant, Sergeï Nosov, le gouverneur de l'oblast de Magadan souhaite qu'une ligne soit construite depuis Nijni Bestiakh en Yakoutie (là où s'arrête le chemin de fer actuellement) jusqu'à Magadan. Il a déclaré : « Nous déclarons, et nous nous sommes mis d'accord sur cela. Je pense que cela devrait être fait. Que cela soit inclus dans le programme de la 35e année. Construction d'un chemin de fer vers Magadan. Que ce soit loin, mais que cela soit dans les plans. » Le train pourrait arriver à Magadan d'ici 2030 ou 2035, après 1 800 km de trajet depuis Nijni Bestiakh,.

### Port de commerce de Magadan

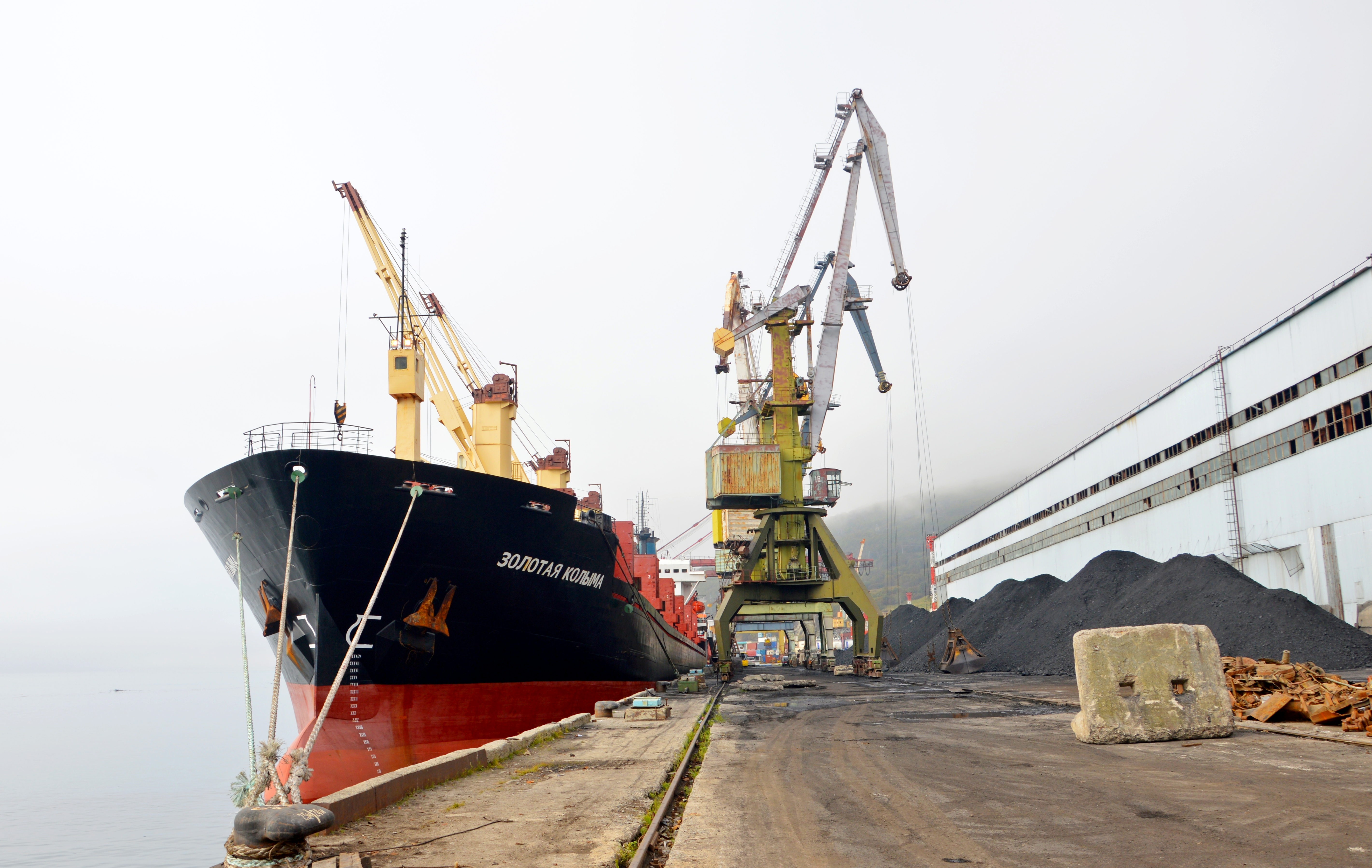
Déchargement du charbon du vraquier Zolotaya Kolyma au port maritime commercial de Magadan.

Le port de commerce de Magadan, aussi appelé la « porte de la Kolyma » est le port de la ville. Le port est capital pour la région : en effet, 99 % des marchandises de la région sont transportées par bateau, et même 100 % dans certains domaines comme l’équipement et les matériaux de construction. Plus de quatre millions de tonnes de marchandises y transitent.

### Transport aérien

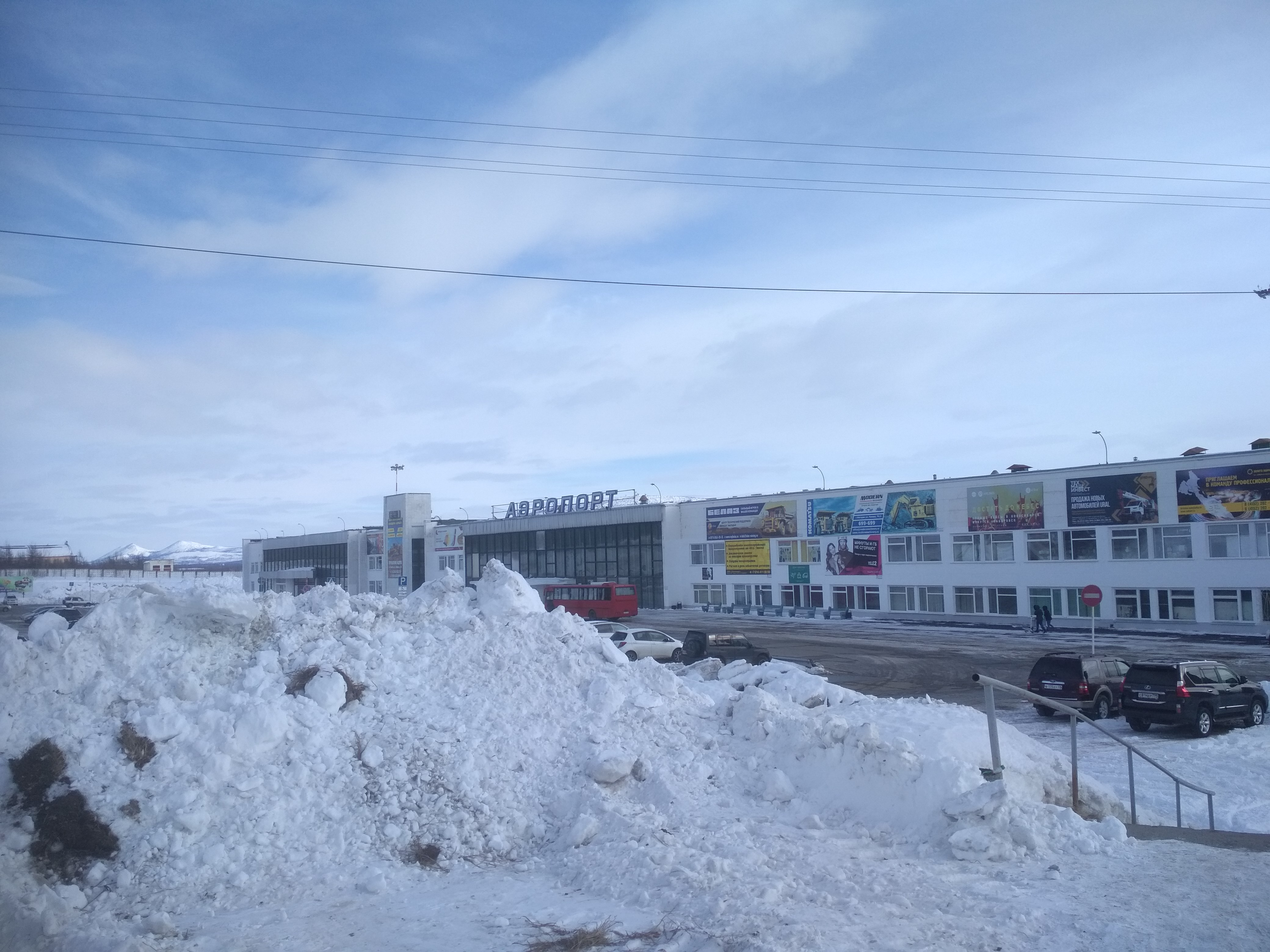
Terminal de l'aéroport en hiver.

Magadan est desservi par un aéroport, situé à Sokol, à 56 km au nord de la ville. Il est d'ailleurs appelé « 56 kilomètres » par les habitants de Magadan. Il possède aujourd'hui un terminal.
Ouvert en 1961, afin de desservir la ville depuis Moscou, il dessert aujourd'hui d'autres villes : Novossibirsk, Khabarovsk, Saint-Pétersbourg, Petropavlovsk-Kamchatsky, Anadyr, Bilibino ainsi qu'Anchorage (en Alaska). Il existe aussi des dessertes vers des villages de la région.

## Culture locale et patrimoine

### Monuments remarquables et culture locale

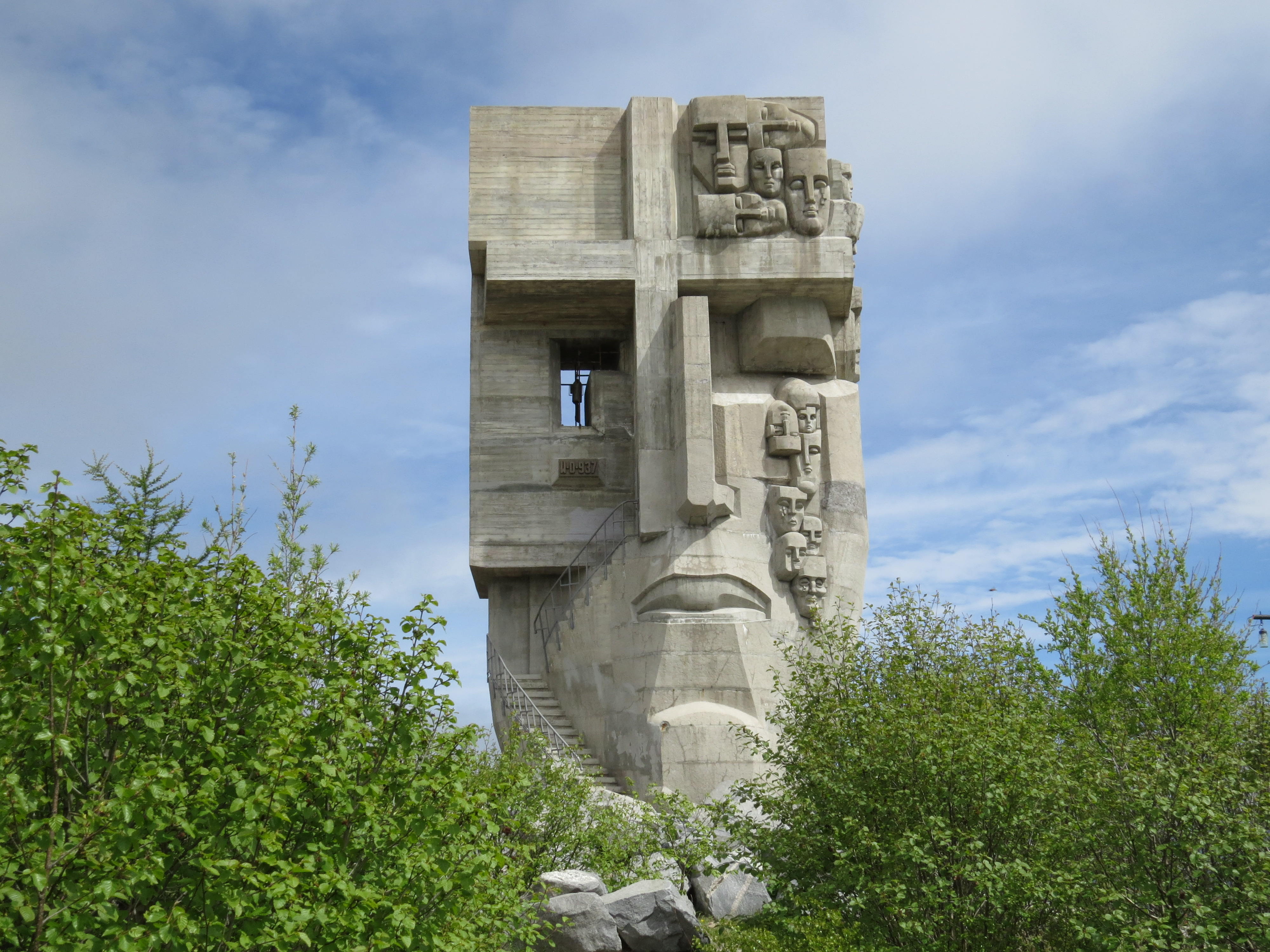
Le Masque de l'affliction ou Masque de tristesse.

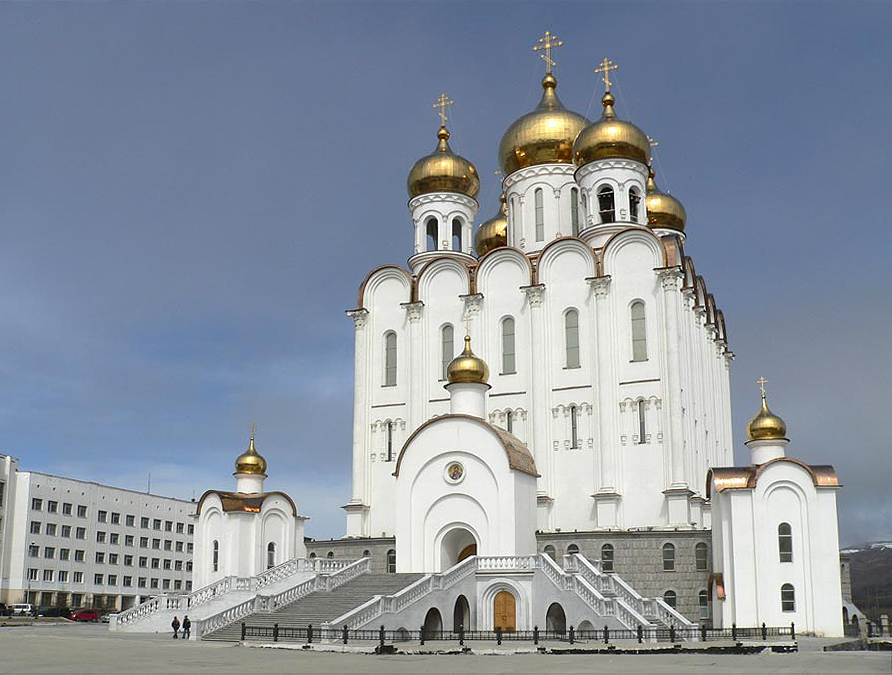
Cathédrale de la Sainte-Trinité.

La ville ne possède, du fait de son histoire, que peu de monuments. En tout, au 1er janvier 2021, il y avait 10 objets patrimoniaux culturels d'importance régionale, ainsi que 2 d'importance locale. Les deux monuments notables de la ville ont tous les deux été construits après la chute de l'Union Soviétique. Le premier, le Masque de tristesse, fut construit en 1996 sur le sommet de la colline Kroutaya, afin de commémorer les victimes du Goulag et du Dalstroï. Il fut construit à cet endroit, car la colline était un endroit où les prisonniers étaient répartis entre les différents camps,. Le second monument de la ville se situe sur la place Lénine, en centre-ville et fut construit de 2001 à 2008. La Cathédrale de la Sainte-Trinité, cathédrale orthodoxe, fut construite dans un style pseudo-russe, avec 71 mètres de haut.
La ville de Magadan dispose de deux théâtres ainsi que de deux musées. Les théâtres sont le théâtre musical et dramatique de Magadan fondé en 1933, ainsi que le théâtre régional de marionnettes fondé en 1979. Un des musées est quant à lui le musée régional des traditions locales, racontant l'histoire locale dont celle des peuples indigènes ainsi qu'exposant de nombreux artéfacts, archéologiques (près de 12 000) ou plus récents. L'autre musée est le musée d'histoire naturelle, exposant les richesses des environs,.

### Lieux et quartiers

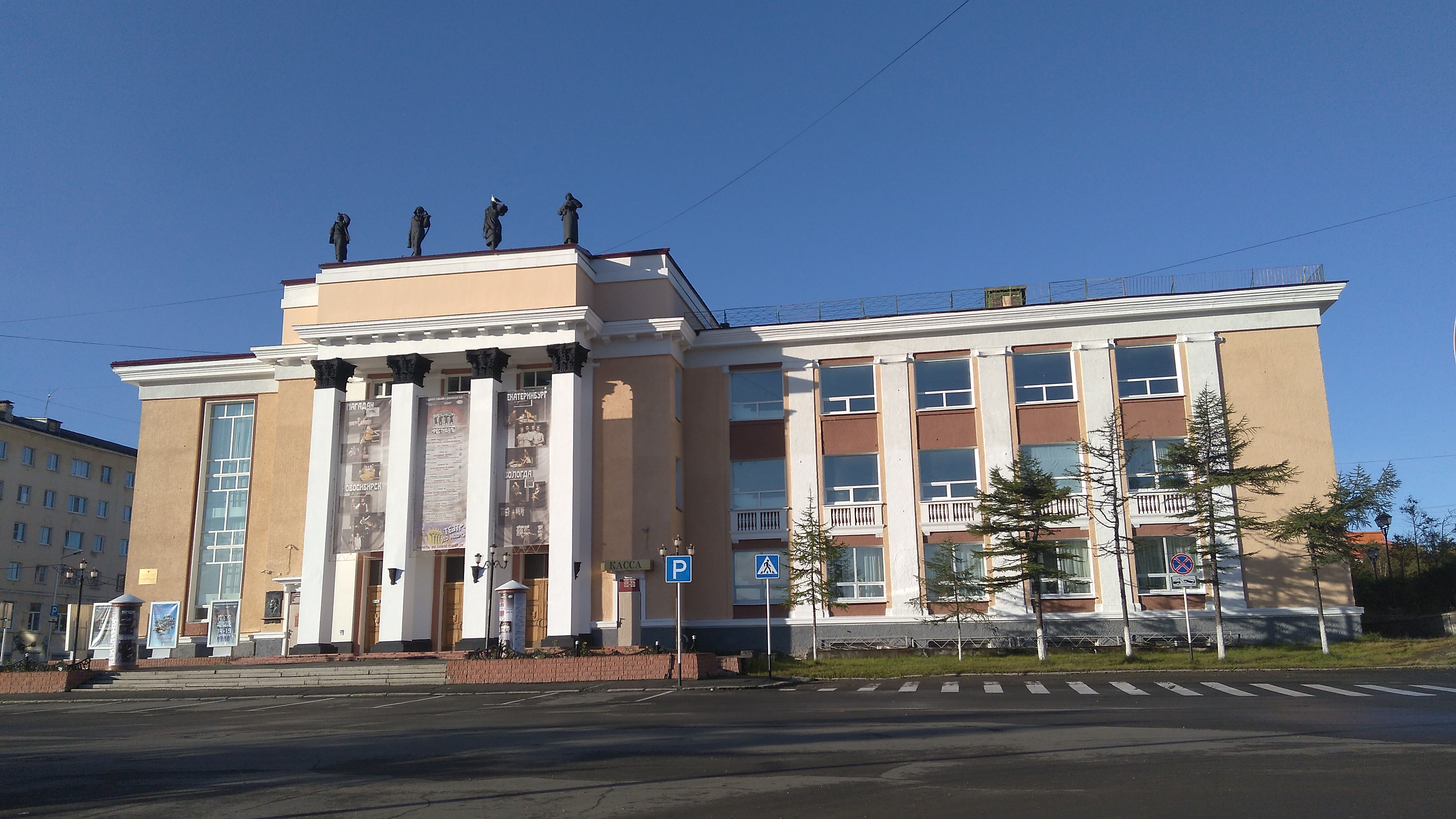
Théâtre de la ville.

Le centre-ville de Magadan est comparé parfois à Saint-Pétersbourg, car les parties de la ville construites entre les années 1930 et 1950, le furent sur un modèle d'architecture à la fois baroque et stalinienne. Il se situe autour de l'avenue Lénine, avenue partant de la tour de télévision et finissant à la rivière Magadanka. C'est le quartier huppé de la ville, et se compose de bâtiments de 3 ou 4 étages avec de nombreux commerces au rez-de-chaussée. C'est aussi le quartier des institutions, avec la mairie, le tribunal ou le siège de l'oblast. Le centre-ville est le quartier le plus propre, avec des routes rénovées, et héberge le CHU régional de la ville. Ce quartier, avec de nombreux parcs et places comme le parc municipal mais aussi la place des 60 ans de la ville est le centre culturel de la ville, avec le théâtre musical et dramatique, la cathédrale de la Sainte-Trinité ainsi que le stade.
À l'ouest du centre se trouve le quartier de Nagaïevo, sur la baie de Nagaïev, qui est bien moins cher, mais avec de nombreux bâtiments de 5 étages de l'ère soviétique et des maisons en bois. Ce quartier subit cependant une rénovation importante, avec la création du parc Maïak, des écoles et l'entretien de la plage. C'est aussi le quartier où se trouve le port.
Plus au sud, mais toujours sur la baie de Nagaïev se trouve Martchekan, du nom de la montagne. Alors que la partie sur ou proche de la rive contient des maisons délabrées et le port de pêche, ainsi que quelques bâtiments résidentiels à 5 étages, plus on s'approche du centre-ville, plus il y a de bâtiments résidentiels et entrepôts. Le quartier est celui du premier cimetière de Magadan où sont enterrés les morts de la Seconde Guerre mondiale ainsi que des prisonniers du Dalstroï et du Goulag.

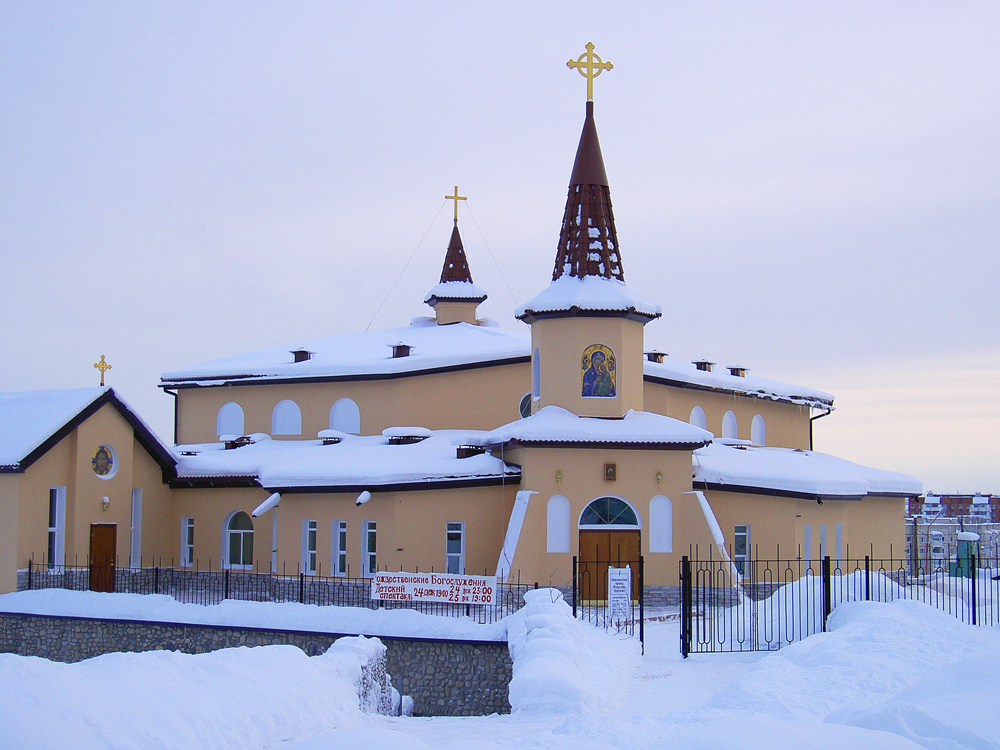
Église catholique de la nativité à Yama.

En allant de Martchekan à la rivière Magadanka se trouve successivement les quartiers de l'avenue Louxa, du nouveau-centre et de Yama. Ces trois quartiers forment comme un prolongement du centre-ville. Louxa contient l'Institut polytechnique de Khabarovsk et des installations sportives, et de nombreux magasins, ce qui en fait un quartier assez cher par rapport à la moyenne de la ville tout comme le nouveau centre. Ce quartier du nouveau centre héberge la bibliothèque municipale et border le quartier de Yama, quartier dense bordant la Magadanka. Contrairement au nouveau centre avec un fort trafic automobile, Yama est relativement épargné du trafic. Au sud de ces trois quartiers se trouve la zone industrielle de la ville.

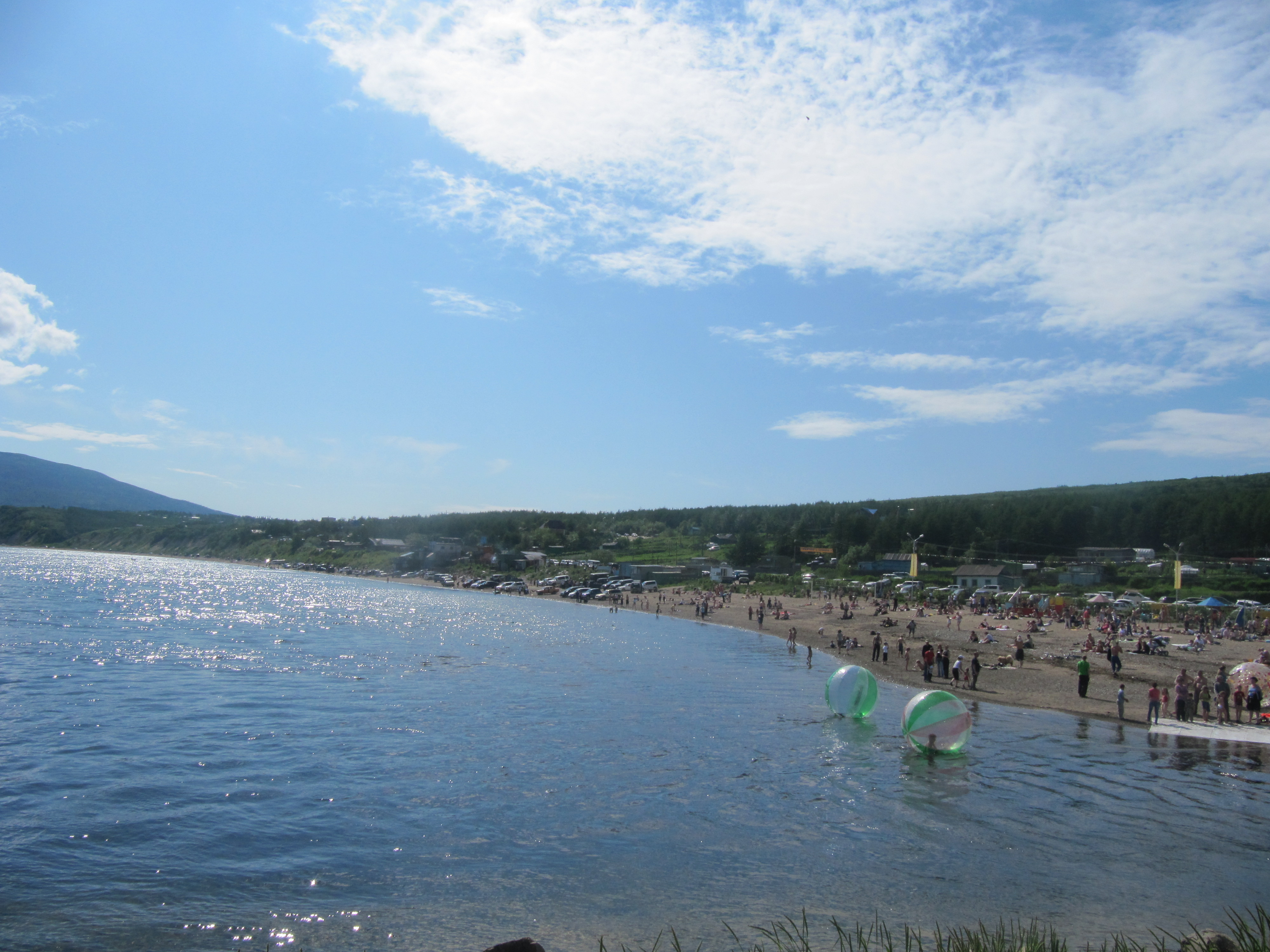
Plage de Gornyak l'été.

En se dirigeant au sud, en longeant la Magadanka se trouve Prostokvashino (aussi dénommée 95e quartier), Prigorodny puis sur la baie de gertner le vieux Vesselaya et plus au sud le village du nouveau Vesselaya. Alors que Prigorodny et le vieux Vesselaya sont des banlieues pauvres de la ville avec des usines et entrepôts en plus des très nombreuses maisons, le nouveau Vesselaya est un quartier avec de nombreuses maisons secondaires et de nombreux champs. Prostokvashino est quant-à-lui un quartier de la classe moyenne avec des bâtiments soviétiques. Le vieux Vesselaya possède cependant une plage. Sur la rive gauche de la rivière Magadanka se trouve le quartier de Kodjzavod, banlieue pauvre mais possédant sur sa façade maritime la plage de Gornyak, plus grande plage de la ville s'étendant des embouchures des rivières Magadanka à Douktcha.
Au nord du centre-ville se trouve Shangaï, quartier pauvre avec de nombreuses maisons délabrées et bâtiments soviétiques, où les prisonniers ont habité. Cependant, en raison de sa proximité avec le centre-ville et du fait de sa position à flanc de montagne, le quartier a commencé doucement à prendre la valeur. De l'autre côté de la Magadanka se trouve Avtotek, quartier ayant hébergé une usine automobile. C'est aussi là que finit l'avenue Lénine et commence la R504. En remontant la R504 se trouve le 31e quartier, quartier du même style que le reste de la ville et hébergeant la prison municipale. Juste après ce quartier se trouve Zvezda, quasi identique à Avtotek avec cependant des maisons délabrées.

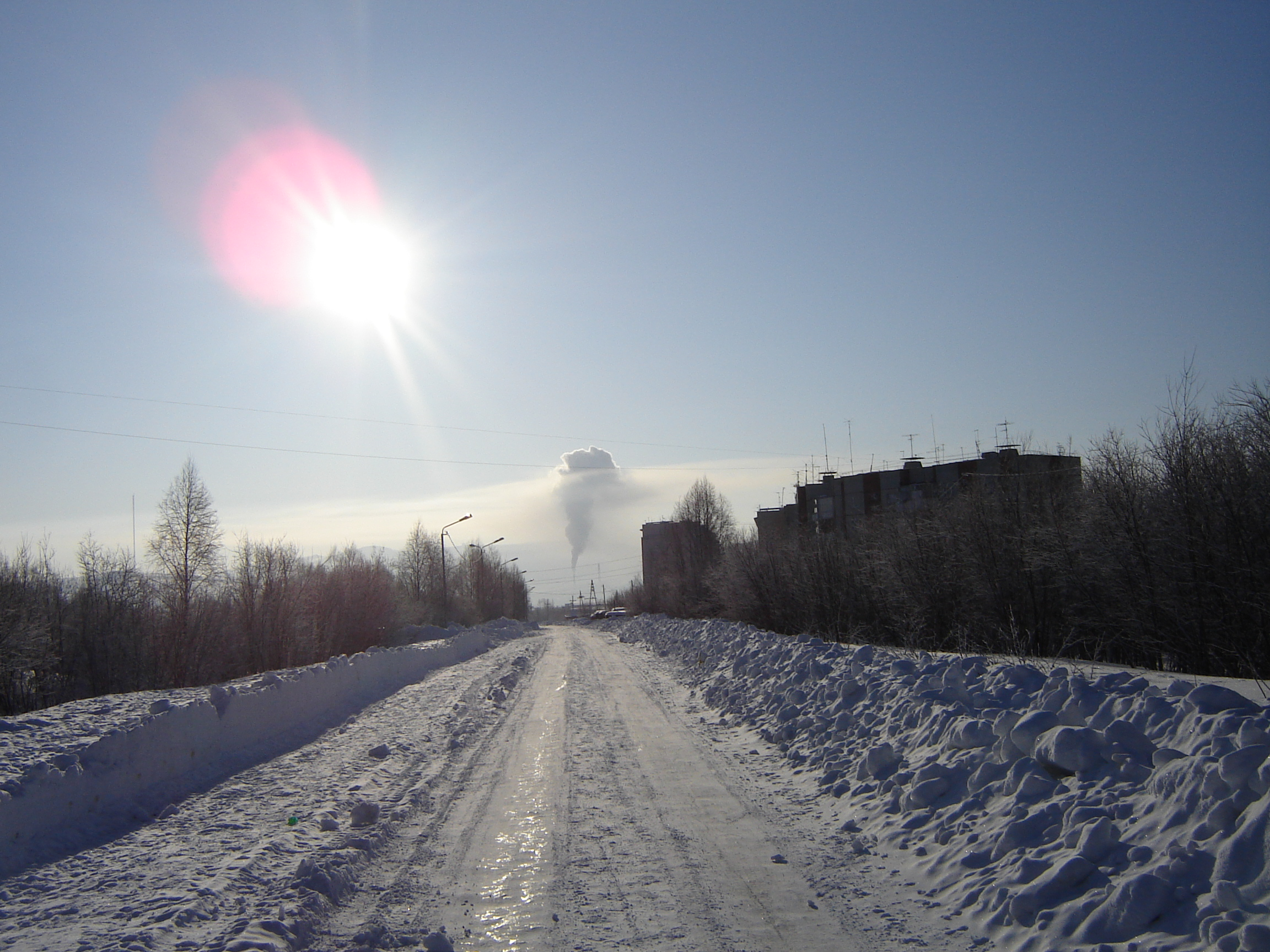
Solnechny.

Entre Shangaï et le barrage se trouve le quartier de Pionnier, quartier de banlieue d'immeubles abrité du vent, et en remontant plus au nord se trouve Solnechny, dans une plaine entre collines qui est une banlieue plus chère que la moyenne de la ville et qui possède le complexe de ski de la ville avec plusieurs remontées mécaniques.
En remontant la R504 se trouvent Douktcha puis le 13e kilomètre, en référence au nom de la rivière pour le premier, quartiers composés de maisons et de l'aérodrome de Magadan-13. 10 kilomètres plus loin se trouve le hameau de Snejny, avec quelques immeubles et beaucoup de maisons, et en remontant le cours de la Douktcha se trouve au fond de la vallée Snejaya Dolina, village servant à la fois de villégiature l'été et de complexe d'hiver avec quelques pistes de ski.

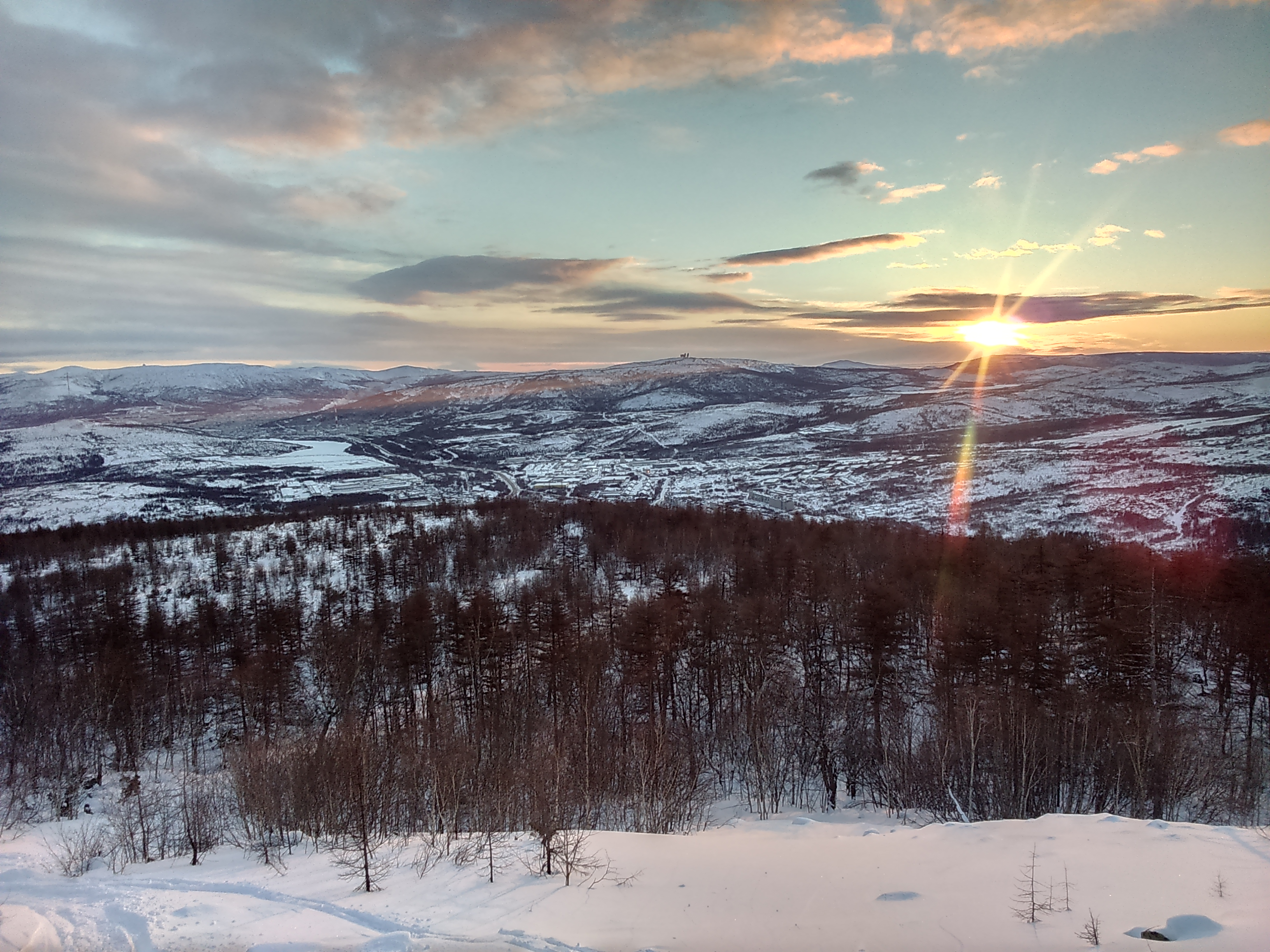
Quartier de Solnechny dans le Magadan enneigé.

### Patrimoine environnemental

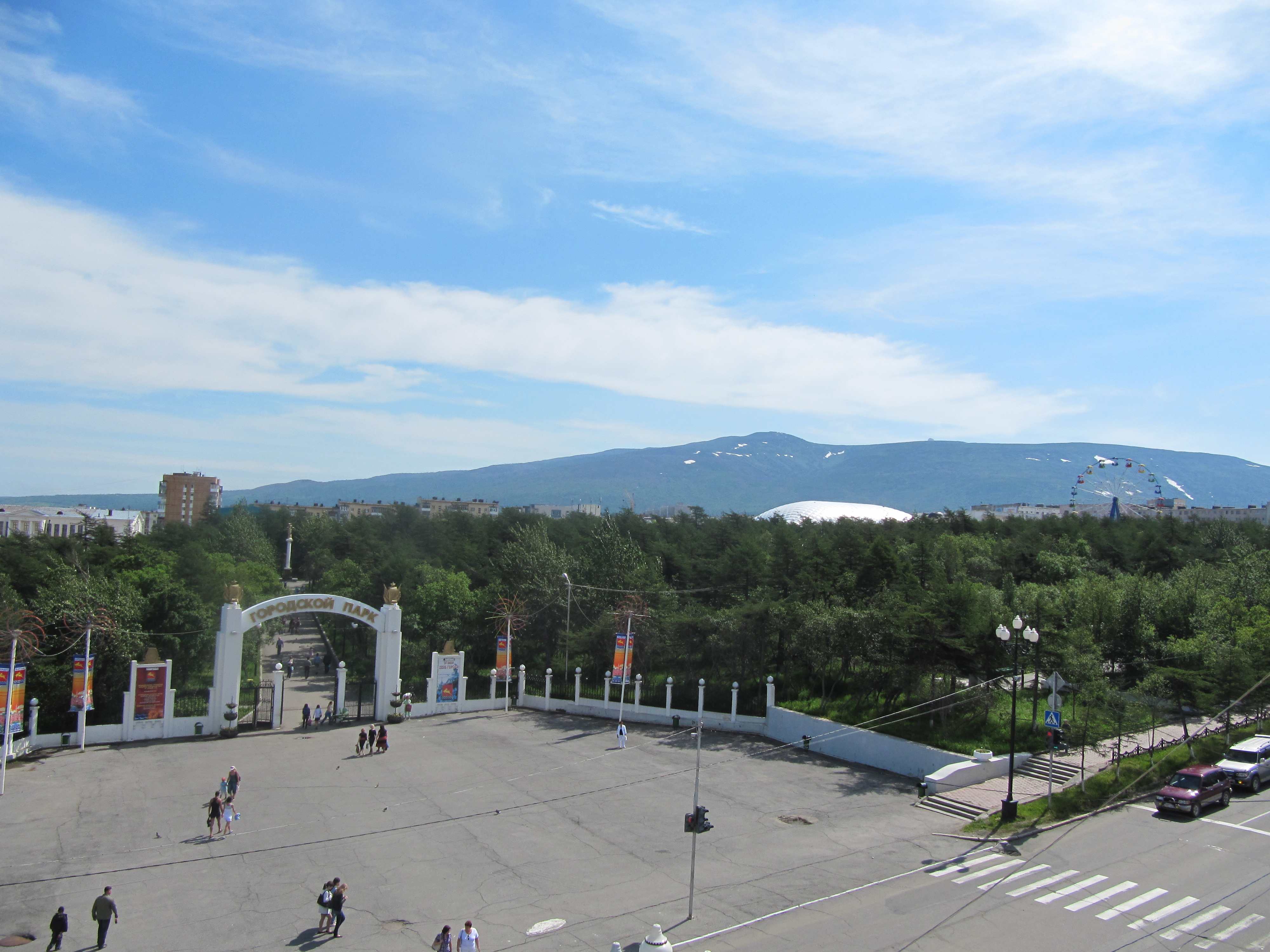
Parc municipal de Magadan.

Magadan compte de nombreux espaces verts et parcs comme le parc municipal de Magadan, située avenue Lénine et ouvert en 1935, comme bout de Taïga préservé. Il y a aussi le parc Maïak, ouvert en 2018, situé sur la côte de la baie de Nagaïev, avec un phare et un amphithéâtre. Mais le plus grand parc est l'aire Gorokhovoïe Pole du côté ouest de la rivière Magadanka.
Magadan est également entourée au nord et au sud par deux massifs montagneux, encerclant avec les baies de Nagaïev et de Gertner la ville. Au nord, on retrouve les monts de la Kolyma, qui rejoignent à l'ouest de la ville la baie de Nagaïev, avec des falaises se jetant dans la mer. Après avoir traversé cette baie, on retrouve le cap Tchikirov, qui s'étend jusqu'à 17 kilomètres à l'ouest de Magadan. Ce cap se compose de plaines sans arbres, avec de nombreuses falaises, et borde au sud la baie Batareynaya. Un phare permet d'orienter les bateaux à la pointe du cap. On retrouve sur ce cap le Kameny Venets, littéralement « couronne de pierre », montagne de 305 mètres avec une formation rocheuse à son sommet en forme de couronne qui domine le cap.
Ce cap se trouve sur la péninsule Staritsky, péninsule montagneuse composée de deux chaînes de montagnes parallèles avec une vallée entre les deux, celle de la rivière Vesely, se jetant dans la baie de Vesselaya. Au large de cette baie se trouvent les Trois frères, trois roches émergeant de la mer. De l'autre côté du cap se trouve la baie de Svetlaya, avec le cap Vostocnhy (au sud-centre-ouest de la péninsule). Sur la chaîne plus au nord, on retrouve le mont Martchekan, dominant de ses 705 mètres la ville.

Péninsule Staritsky
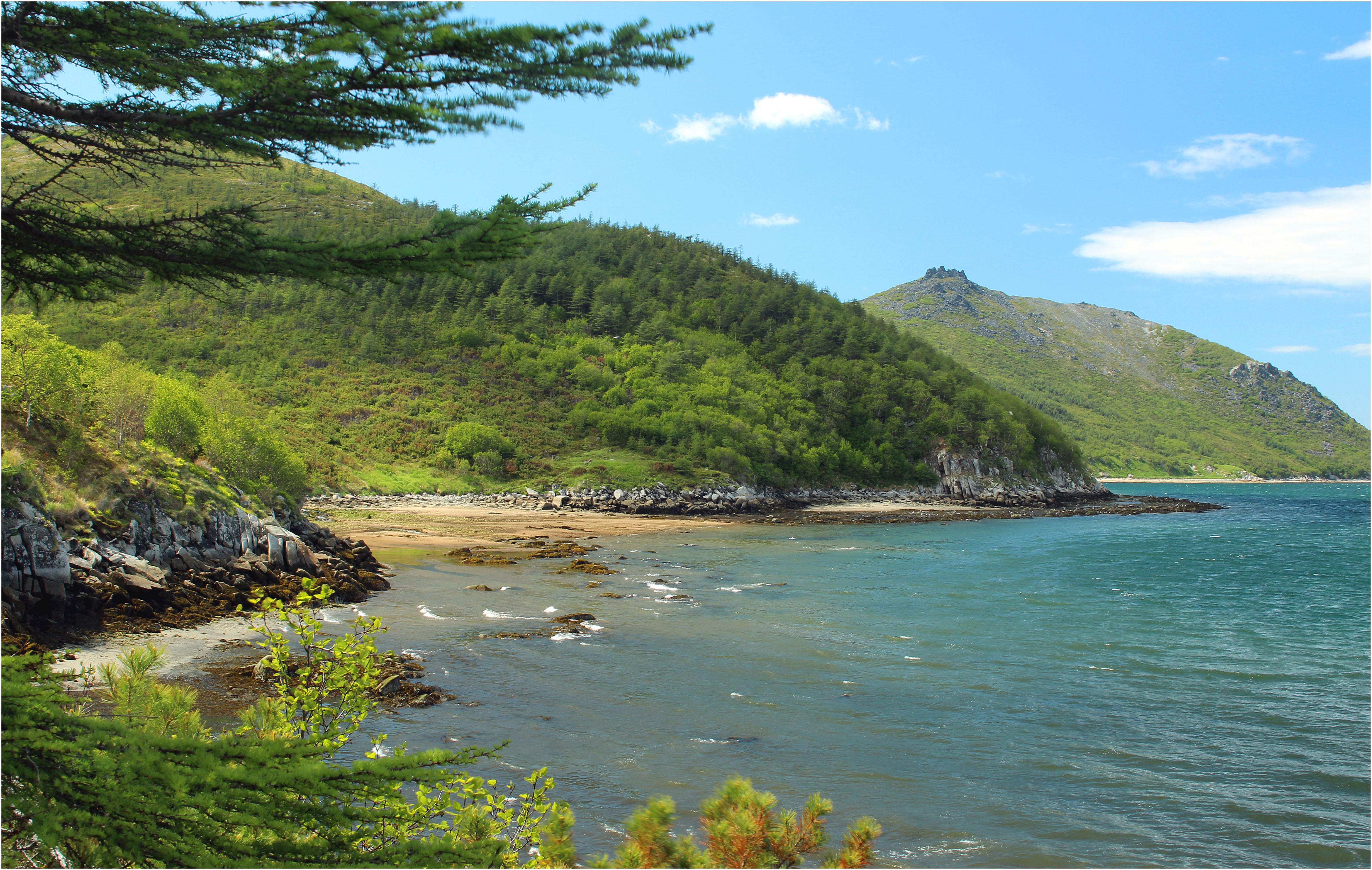
Le Kameny Venets vu depuis une rive de la baie de Nagaïev.
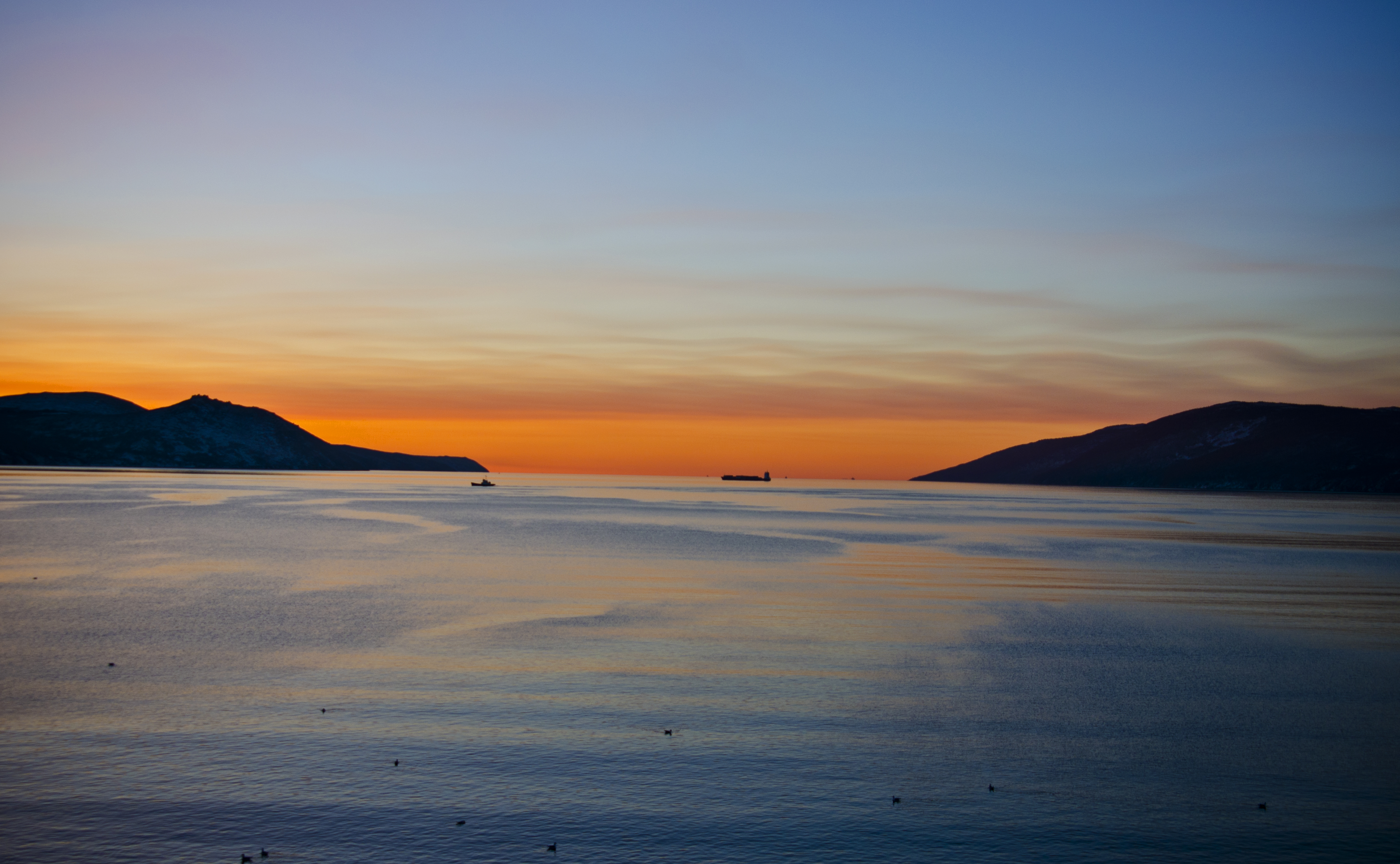
Baie de Nagaïev vue depuis Magadan.
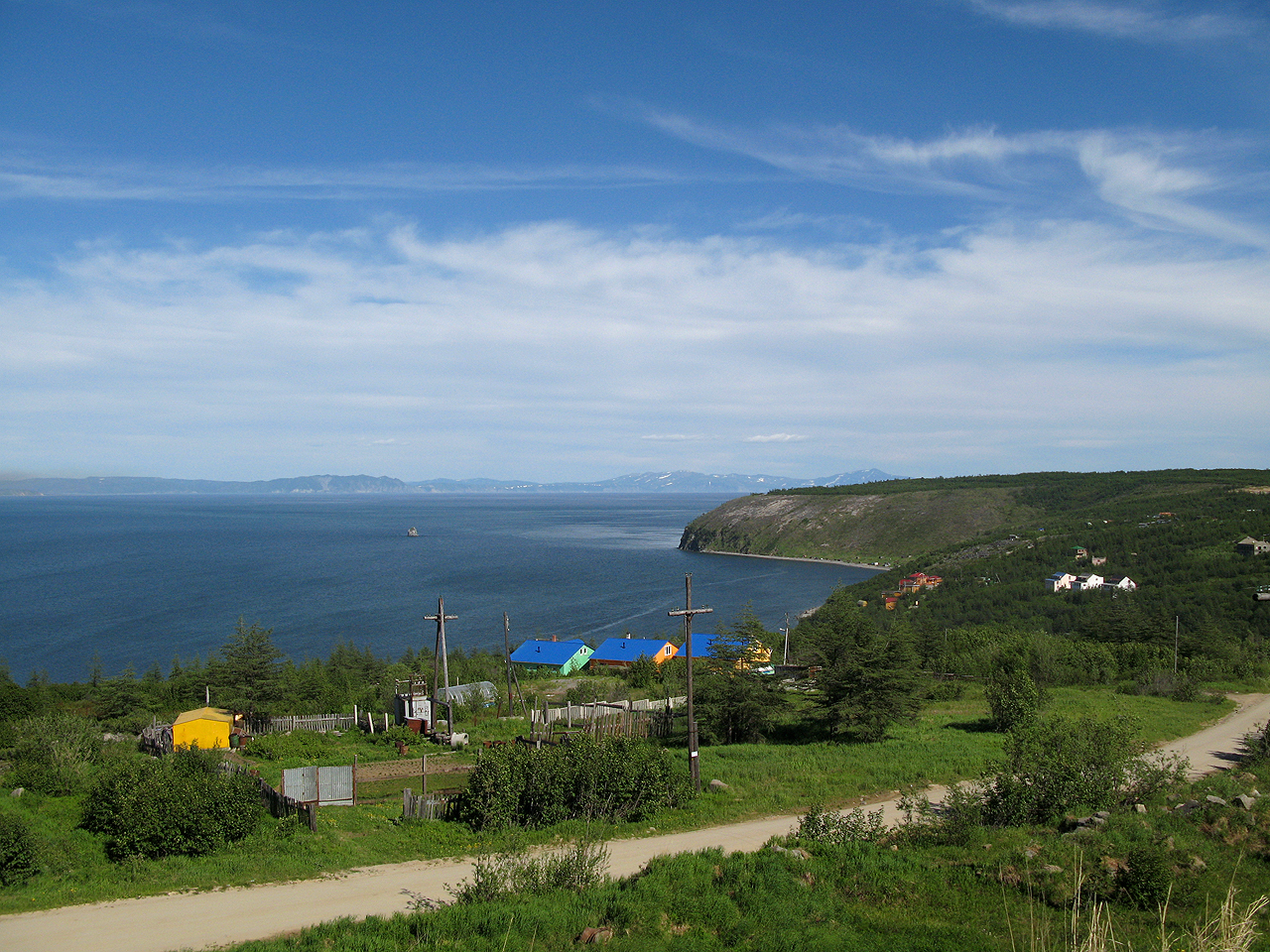
Baie de Gertner.
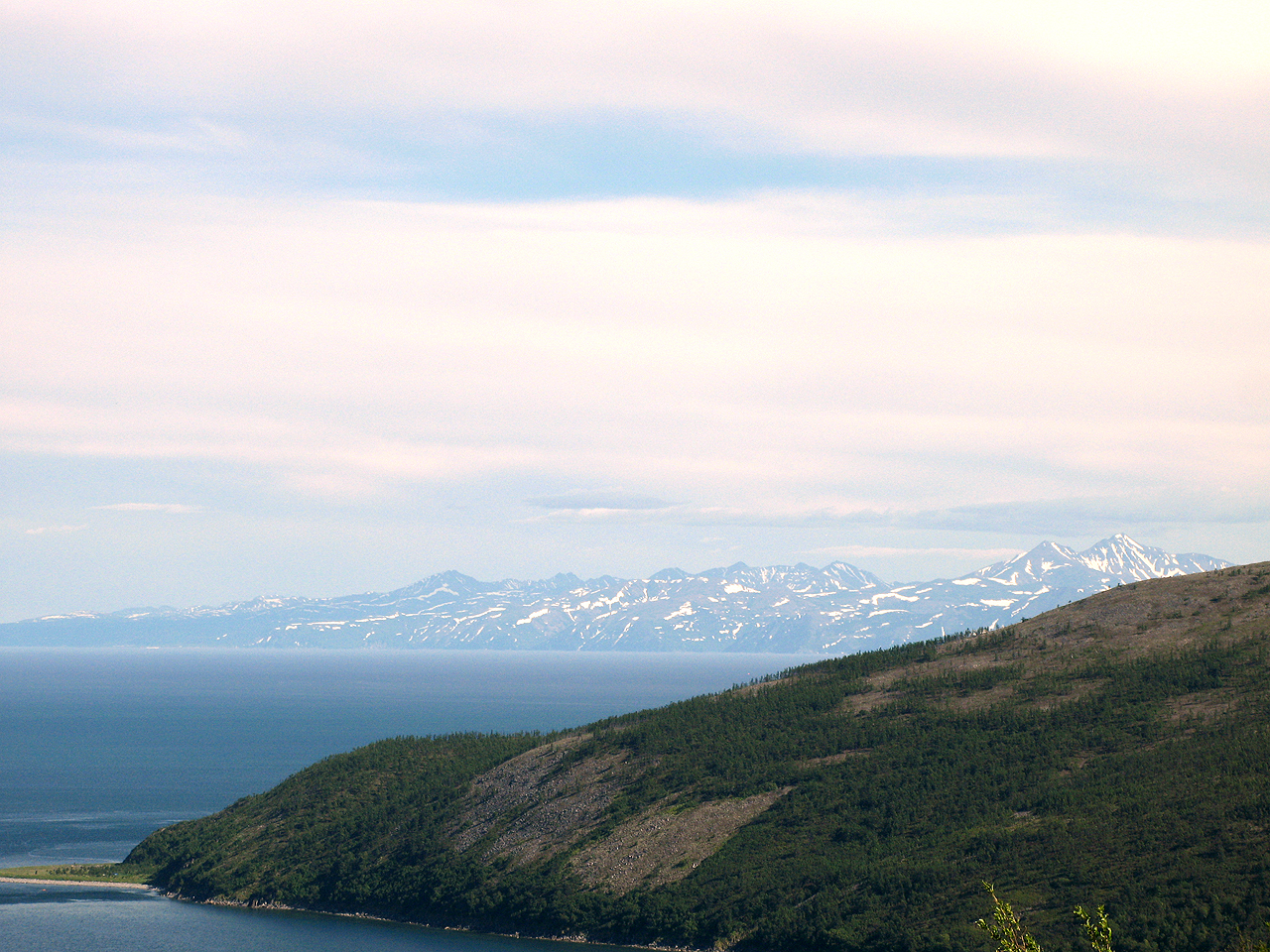
Cap Vostochny, avec la baie Batareynaya et le cap Tchikirov en arrière-plan.
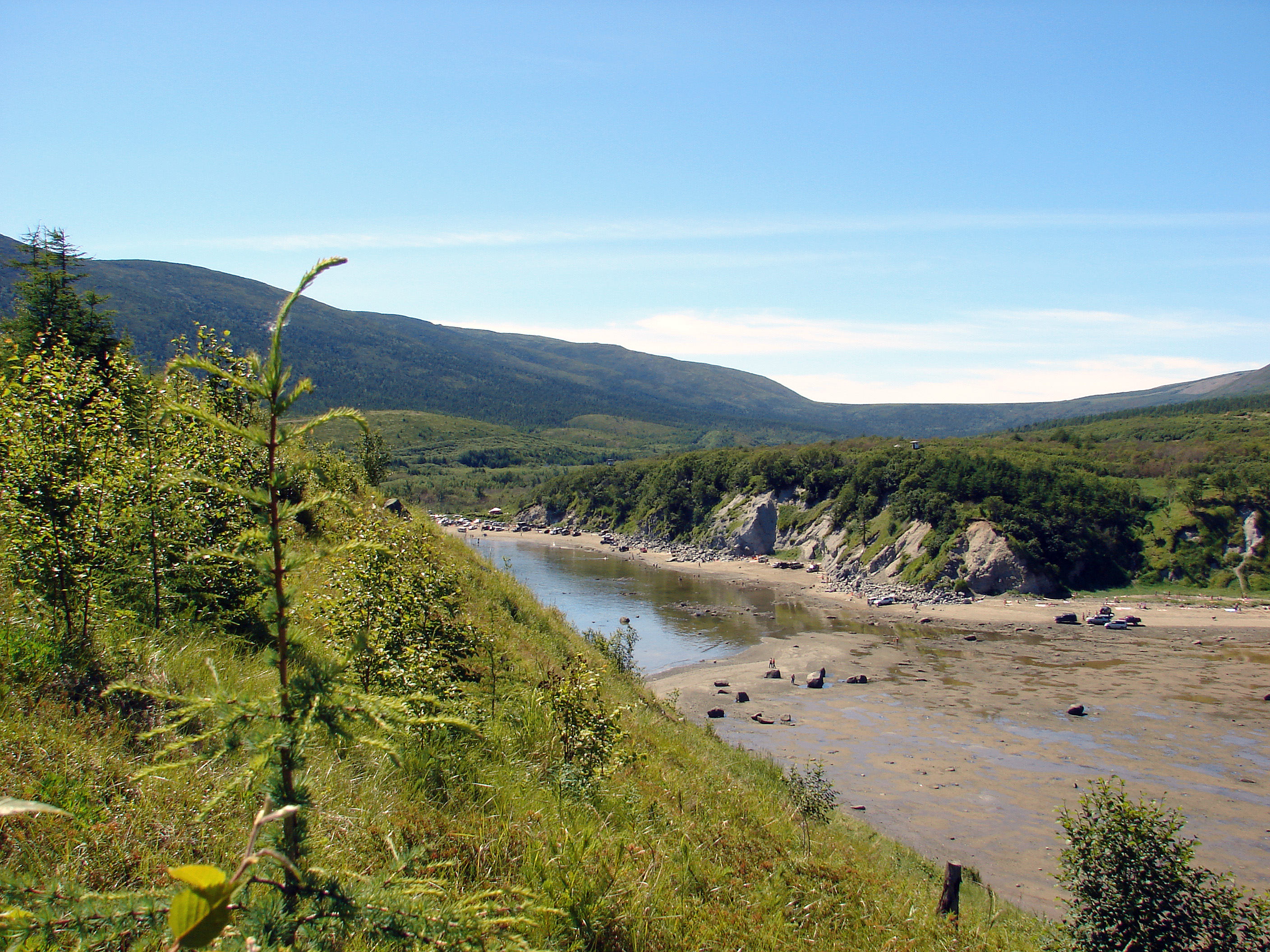
Embouchure du Vesely dans la baie de Vesselaya .
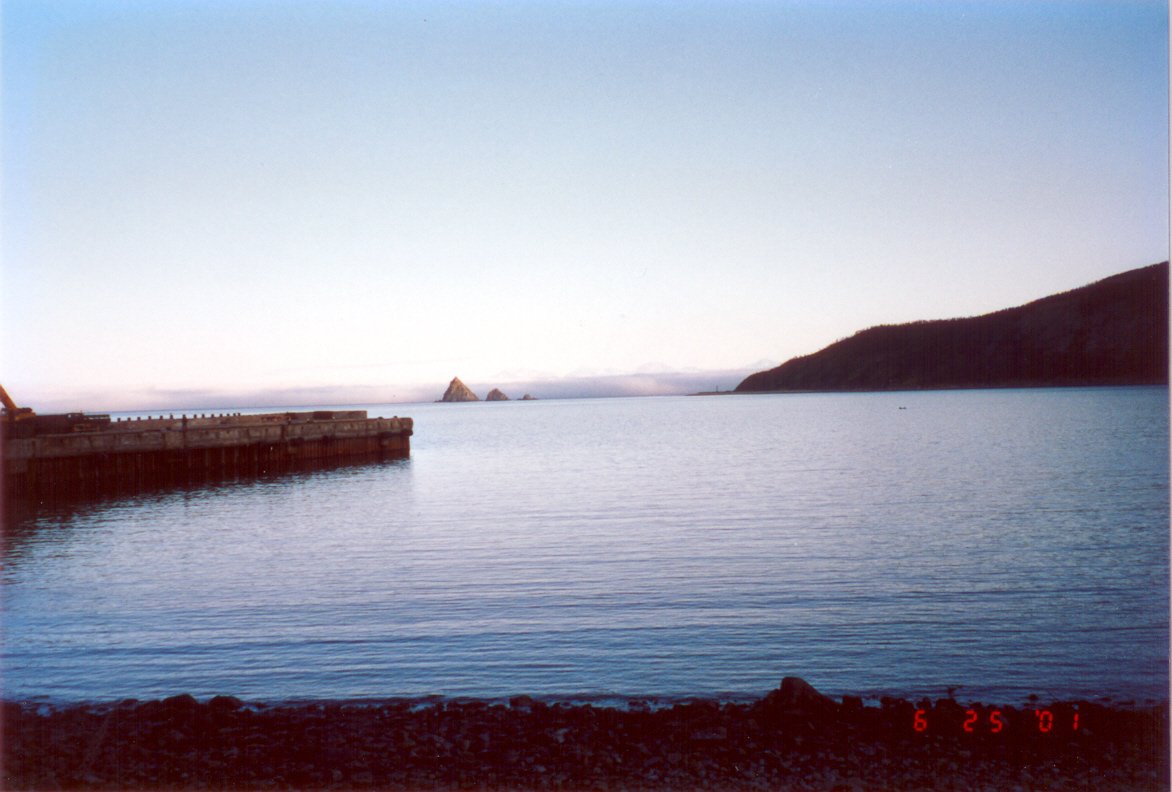
Les Trois frères depuis la baie de Vesselaya.
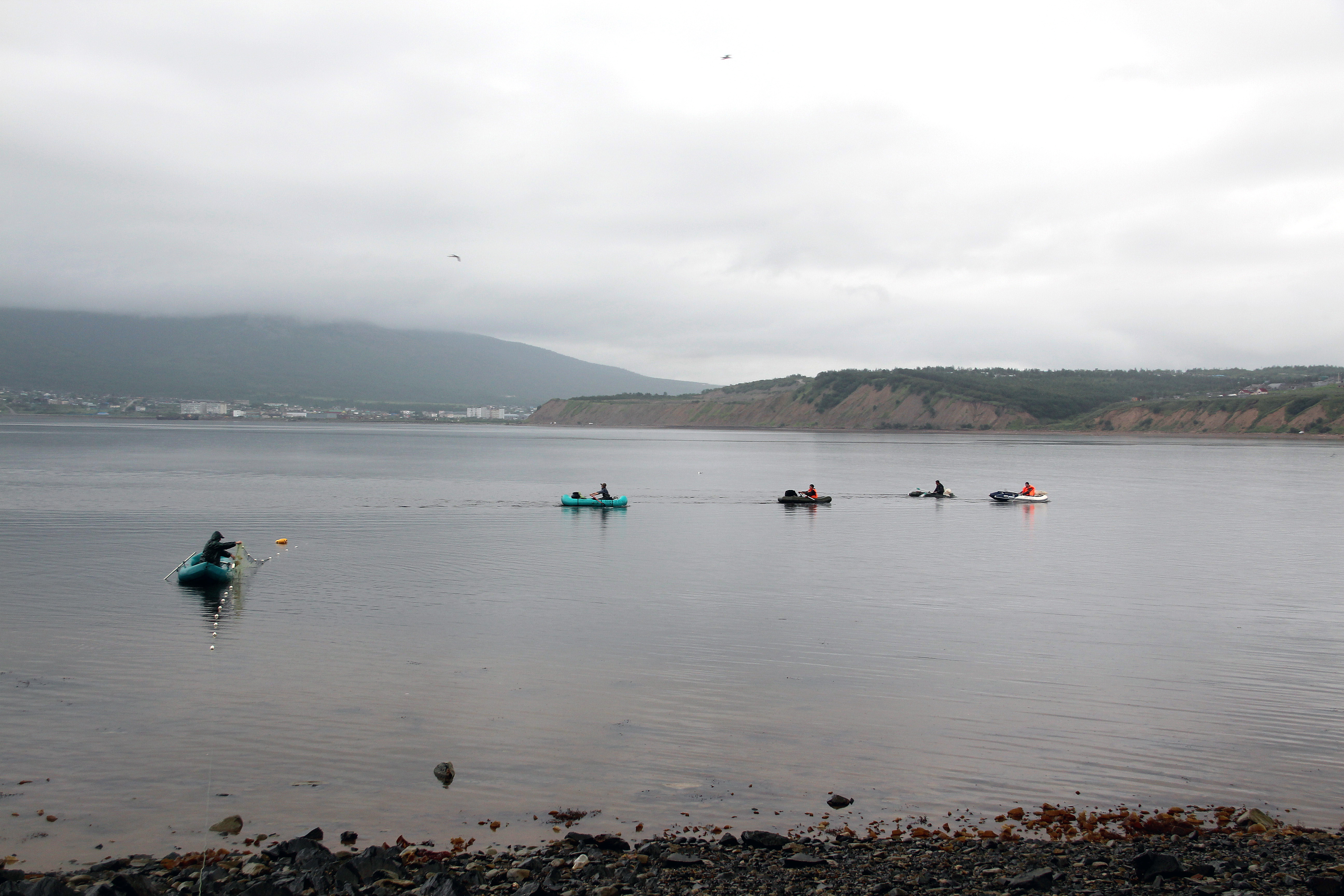
Baie de Gertner avec le mont Martchekan dans les nuages.
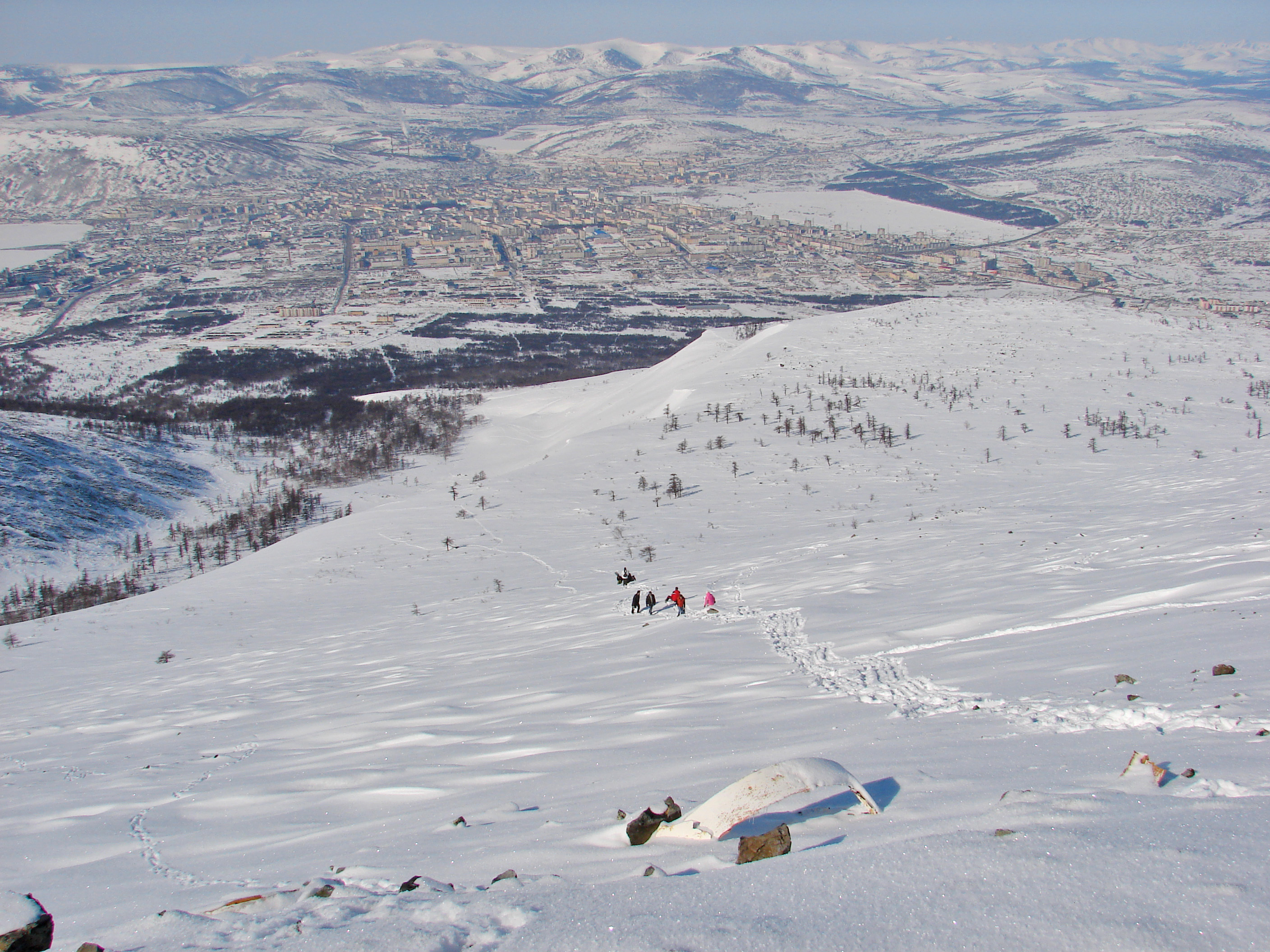
Vue de Magadan sous la neige depuis le mont Martchekan.

### Symbole

Drapeau de la ville.

Le drapeau de la ville, de ratio 2:3 fut conçu par un artiste local; Merzlyouk N.K. La partie inférieure de fond bleu et avec des vagues représente le caractère portuaire de la ville, ville tournée sur la mer d'Okhotsk et port de la Kolyma. De plus le bleu représente la sagesse, la paix ainsi que la vertu. La partie haute du drapeau est de fond rouge, symbole de courage et de lutte pour la ville. Sur ce rouge est représenté un cerf doré effectuant un saut, avec deux étoiles en dessous, le tout d'une coloré doré. Ce cerf représente l'économie de la région avec l'extraction d'or et l'élevage. L'or est de plus symbole ici de grandeur et de force. Le blason est quant-à-lui une reprise du drapeau mais sous une autre forme.

### Personnalités
- Anatoliy Bykov (1953-), champion olympique et du monde de lutte gréco-romaine, né à Magadan.
- Sasha Luss (1992-), mannequin et actrice russe y est née également.

## Galerie

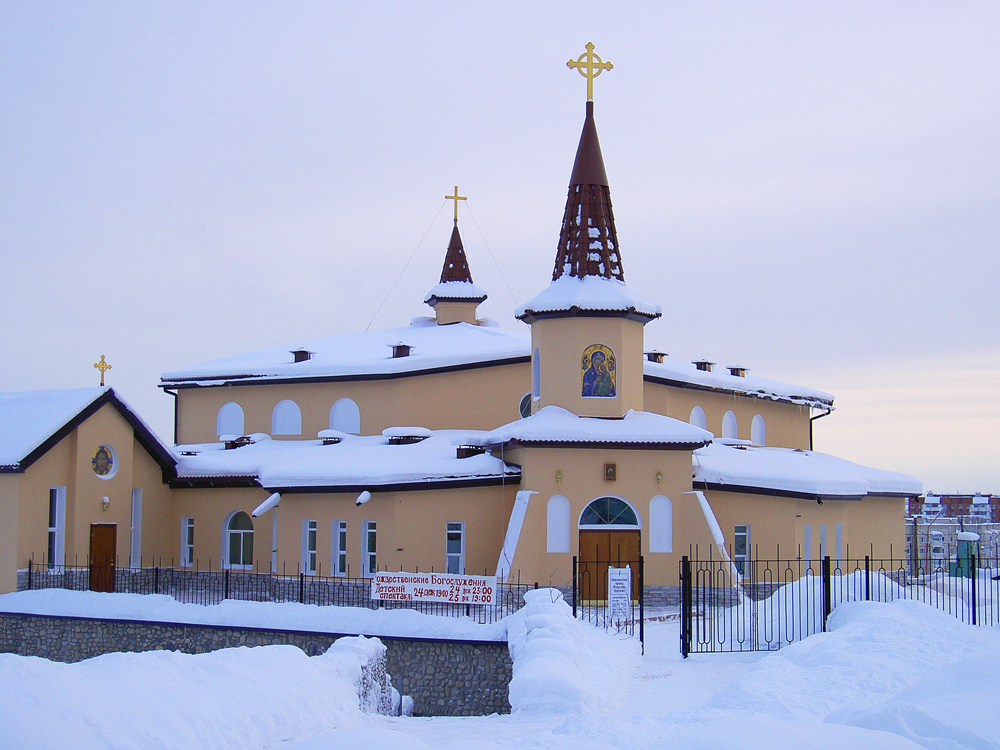
L'église catholique.
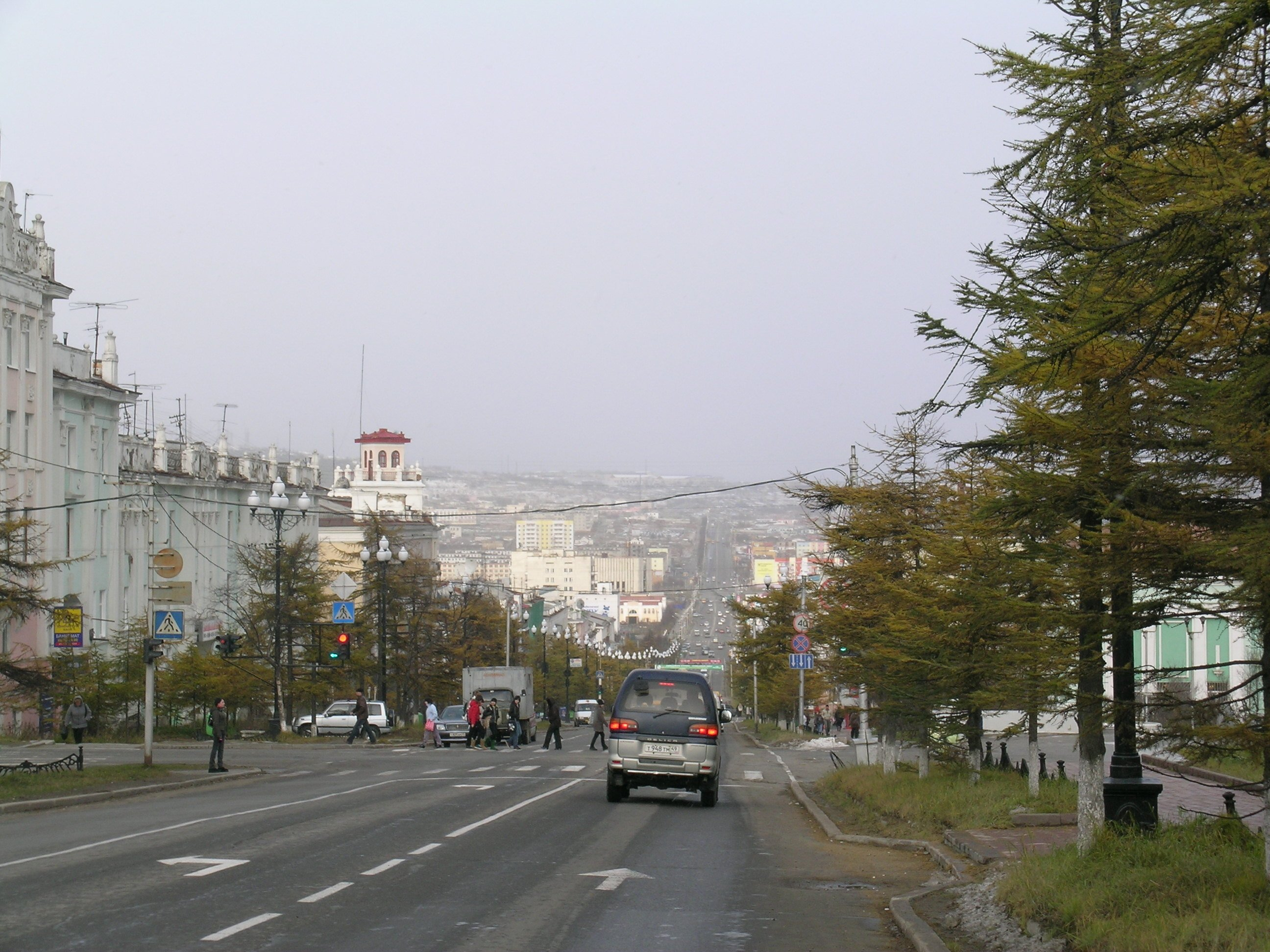
Rue Lénine.

## Jumelages
| Ville | Ville         | Pays | Pays        | Période                     |
| ----- | ------------- | ---- | ----------- | --------------------------- |
|       | Anchorage     |      | États-Unis  | depuis février 1989         |
|       | Baranavitchy, |      | Biélorussie | depuis le 19 mai 2018       |
|       | Guadalajara   |      | Mexique     |                             |
|       | Jelgava,      |      | Lettonie    | depuis le 16 août 2006      |
|       | Shuangyashan  |      | Chine       | depuis le 12 juillet 2013   |
|       | Tonghua       |      | Chine       | depuis le 1er juin 1992     |
|       | Zlatitsa      |      | Bulgarie    | depuis le 27 septembre 2012 |

Magadan et Anchorage ont développé des premiers liens grâce à la correspondance des écoliers. En février 1989, le maire d'Anchorage, Tom Fink, et le président du comité exécutif de l'oblast de Magadan, Vyacheslav Kobets, ont signé une déclaration d'amitié entre les deux villes et à partir de l'année suivante, un échange mutuel de délégations a commencé. Au cours de la période du 6 au 8 juin 1990, Magadan a reçu 48 participants à un vol commémoratif le long de la route de pilotes soviétiques pilotant des avions militaires américains pendant la Grande Guerre patriotique.

## Littérature
- Dans son ouvrage En Sibérie, l'auteur anglais Colin Thubron relate que dans les années 1980 la population de la Kolyma et de Magadan en particulier était masculine dans une immense majorité, ce qui d'après les époux rendait leur femme infidèle et attirait les prostituées. La ville était alors la capitale du divorce de l'U.R.S.S.[77].
- Dans Le Ciel de la Kolyma, Evguénia Guinzbourg raconte, à travers son expérience, la vie à Magadan des anciens détenus du goulag à la fin des années 1940.